# 八省卿の一覧
- 八省卿の一覧（はちしょうきょうのいちらん / やつのつかさのかみのいちらん）は、日本の律令官制における八省（中務・式部・治部・民部・兵部・刑部・大蔵・宮内）の長官（卿）を務めた人物の一覧。
- 本一覧は、全面的に「神祇伯・八省卿等長官一覧」（今井堯他編 『日本史総覧 補巻Ⅱ（通史）』 新人物往来社、1986年、ISBN 9784404013620）に依拠して作成した。ただし、『六国史』･『大日本史料』や『諸家伝』・『八省補任』などの補任史料によって若干補訂したところがある。
- 史料上に分明である人物を任官順に配列することを原則としたが、『尊卑分脈』など系図類に見える人物については、在任時期を推定して補ったものもある。なお、南朝での任官者は南北朝合一（1392年）に相当する箇所に、八省卿に任官した徳川家一門の御三卿当主は末尾に一括した[注 1]。

## 中務卿の一覧
中務省の長官である中務卿を務めた人物の一覧。ただし、※印は信部卿（官職の唐風改称による）。
| 名               | 就任（不明の場合は初見）              | 位階     | 辞任（不明の場合は終見）                    |
| ---------------- | ------------------------------------- | -------- | ------------------------------------------- |
| 紀麻呂           |                                       | 正三位   | 慶雲2年7月19日（705年8月12日）薨            |
| 小野毛野         | 慶雲2年11月3日（705年11月23日）任     | 正四位上 | - 和銅3年（710年）見 -                      |
| 巨勢祖父         | 和銅5年5月（712年6月）任              | 従四位下 |                                             |
| 大伴旅人         | 和銅8年5月22日（715年6月27日）任      | 従四位上 | - 養老5年（721年）見 -                      |
| 多治比県守       | 養老5年6月22日（721年7月20日）任      | 正四位上 |                                             |
| 藤原房前         | 天平元年9月28日（729年10月24日）任    | 正三位   | - 天平2年4月（730年5月）見 -                |
| 塩焼王           | - 天平14年8月（742年9月）見 -         | 正四位下 | 天平14年10月12日（742年11月13日）下獄       |
| 藤原豊成         | 天平15年5月（743年6月）？任           | 従三位   |                                             |
| 石上乙麻呂       | - 天平20年2月（748年3月）見 -         | 従三位   | - 天平勝宝元年7月（749年8月）見 -           |
| 三原王           | 天平勝宝元年8月10日（749年9月25日）任 | 正三位   | 天平勝宝4年7月10日（752年8月23日）薨        |
| 栗栖王           |                                       | 従三位   | 天平勝宝5年10月7日（753年11月6日）薨        |
| 道祖王           | - 天平勝宝8歳5月（756年6月）見 -      | 従四位上 |                                             |
| 藤原永手         | - 天平勝宝8歳7月（756年8月）見 -      | 従三位   | - 天平勝宝9歳4月（757年4月）見 -            |
| 阿倍沙弥麻呂     |                                       | 正四位下 | 天平宝字2年4月20日（758年5月31日）卒        |
| 藤原八束（真楯） | 天平宝字2年8月（758年9月）任          | 正四位下 | 天平宝字4年1月4日（760年1月26日）遷大宰帥   |
| 船親王※          | 天平宝字4年1月4日（760年1月26日）任   | 三品     |                                             |
| 氷上塩焼※        | - 天平宝字6年1月（762年2月）見 -      | 従三位   | 天平宝字6年12月1日（762年12月20日）任中納言 |
| 藤原真楯※        | 天平宝字6年12月1日（762年12月20日）任 | 従三位   | - 天平宝字7年（763年）見 -                  |
| 文室大市         | - 神護景雲2年10月（768年11月）見 -    | 従三位   | - 宝亀2年2月（771年3月）見 -                |
| 山部親王         | 宝亀2年3月13日（771年4月2日）任       | 四品     | 宝亀4年1月2日（773年1月29日）立太子         |
| 文室大市         | 宝亀5年3月5日（774年4月20日）任       | 従二位   | 宝亀5年7月11日（774年8月22日）停任          |
| 藤原魚名         | 宝亀5年9月4日（774年10月13日）任      | 正三位   | - 宝亀7年（776年）見 -                      |
| 物部宅嗣         | 宝亀8年10月13日（777年11月17日）任    | 従三位   |                                             |
| 藤原田麻呂       | 宝亀10年9月4日（779年10月17日）任     | 従三位   | - 天応元年4月（781年5月）見 -               |
| 藤原継縄         | 天応元年5月7日（781年6月3日）任       | 正三位   | 延暦4年7月6日（785年8月15日）遷大宰帥       |
| 藤原小黒麻呂     | 延暦4年7月6日（785年8月15日）任       | 正三位   | 延暦14年7月1日（795年7月21日）薨            |
| 神王             | 延暦17年閏5月17日（798年7月5日）任    | 従二位   | 延暦17年8月16日（798年9月30日）任右大臣     |
| 藤原雄友         | 延暦18年2月20日（799年3月30日）任     | 従三位   | 延暦18年6月16日（799年7月23日）遷民部卿     |
| 和家麻呂         | 延暦18年6月16日（799年7月23日）任     | 従三位   | 延暦22年5月（803年6月）遷宮内卿             |
| 神野親王         | 延暦22年5月（803年6月）任             | 三品     |                                             |
| 伊予親王         | 延暦25年5月9日（806年5月30日）任      | 三品     | 大同2年11月11日（807年12月13日）削親王籍    |
| 大伴親王         | 大同3年1月21日（808年2月20日）任      | 三品     | 大同5年9月13日（810年10月14日）立太子       |
| 万多親王         | - 弘仁5年6月（814年6月）見 -          | 四品     | - 弘仁10年4月（819年4月）見 -               |
| 葛原親王         | 弘仁14年9月28日（823年11月4日）任     | 二品     | 弘仁14年9月29日（823年11月5日）遷弾正尹     |
| 佐味親王         | 弘仁14年9月29日（823年11月5日）任     | 四品     |                                             |
| 恒世親王         | 弘仁14年10月21日（823年11月27日）任   | 三品     |                                             |
| 賀陽親王         | 天長3年7月15日（826年8月21日）任      | 四品     |                                             |
| 春原五百枝       | 天長3年9月13日（826年10月17日）任     | 従三位   |                                             |
| 仲野親王         | 天長4年6月9日（827年7月6日）任        | 四品     | - 天長5年2月（828年3月）見 -                |
| 直世王           | 天長7年8月4日（830年8月25日）任       | 従三位   | 天長10年3月11日（833年4月4日）遷弾正尹      |
| 秀良親王         | 天長10年3月11日（833年4月4日）任      | 三品     | 天長10年3月24日（833年4月17日）遷弾正尹     |
| 直世王           | 天長10年3月24日（833年4月17日）任     | 従三位   | 承和元年1月4日（834年2月15日）薨            |
| 源定             | 承和元年2月5日（834年3月18日）任      | 従三位   | 嘉祥2年1月13日（849年2月9日）任中納言       |
| 宗康親王         | 嘉祥2年1月13日（849年2月9日）任       | 四品     | 嘉祥3年3月19日（850年5月4日）出家           |
| 時康親王         | 嘉祥3年5月17日（850年6月30日）任      | 四品     | 貞観18年12月26日（877年1月14日）遷式部卿    |
| 惟彦親王         | 貞観18年12月26日（877年1月14日）任    | 四品     | 元慶7年1月29日（883年3月11日）薨            |
| 貞保親王         | - 仁和2年6月（886年7月）見 -          | 三品     | - 寛平10年1月（898年2月）？見 -             |
| 敦慶親王         | - 延喜5年10月（905年10月）見 -        | 三品     | - 延長2年1月（924年3月）見 -                |
| 敦実親王         | - 延長4年11月（926年12月）見 -        | 三品     | - 延長5年12月（928年1月）見 -               |
| 代明親王         | 延長8年12月17日（931年1月8日）任      | 四品     | 承平7年3月29日（937年5月12日）薨            |
| 重明親王         | 承平7年秋（937年秋）任                | 四品     | - 天暦3年3月（949年4月）見 -                |
| 式明親王         | - 天暦4年閏5月（950年6月）見 -        | 三品     | 康保3年12月17日（967年1月30日）薨           |
| 為平親王         | - 安和2年3月（969年4月）見 -          |          |                                             |
| 兼明親王         | 貞元2年12月10日（978年1月21日）任     | 二品     | 寛和2年1月25日（986年3月8日）辞             |
| 敦道親王         | - 正暦4年8月（993年9月）見 -          | 四品     |                                             |
| 具平親王         | - 長徳2年1月（996年2月）見 -          | 四品     | 寛弘6年7月28日（1009年8月21日）薨           |
| 敦儀親王         | 長和2年6月23日（1013年8月2日）任      | 三品     | 寛仁4年1月30日（1020年2月26日）遷式部卿     |
| 敦平親王         | - 治安3年1月（1023年2月）見 -         | 三品     | 長元3年11月（1030年12月）遷式部卿           |
| 昭登親王         |                                       | 四品     | 長元8年4月14日（1035年5月23日）薨           |
| 敦貞親王         | 長元9年11月（1036年－月）任           | 四品     | 永承5年2月（1050年3月）遷式部卿             |
| 敦賢親王         | 天喜6年1月（1058年2月）任             | 四品     | 康平4年12月（1062年1月）遷式部卿            |
| 宗尊親王         | 文永2年9月17日（1265年10月27日）任    | 一品     | 文永11年8月1日（1274年9月2日）薨            |
| 尊治親王         | 徳治2年5月15日（1307年6月15日）任     | 三品     | 徳治3年9月19日（1308年11月2日）立太子       |
| 恒明親王         | 文保3年3月9日（1319年3月31日）任      |          | - 元亨4年1月（1324年2月）見 -               |
| 尊良親王         | 正中3年2月8日（1326年3月12日）任      | 二品     | - 元弘3年11月（1333年12月）見 -             |
| 恒明親王         | 建武元年12月17日（1335年1月12日）任   | 一品     | 建武2年11月26日（1336年1月9日）遷式部卿     |
| 尊良親王         | 建武2年11月26日（1336年1月9日）任     | 一品     | 延元2年3月6日（1337年4月7日）自害           |
| 康仁親王         | - 貞和5年6月（1349年7月）見 -         | 無品     | 文和4年4月29日（1355年6月10日）薨           |
| 全仁親王         | - 貞治4年5月（1365年6月）見 -         | 三品     | 貞治6年6月15日（1367年7月12日）出家         |
| 懐良親王（南朝） | - 正平24年5月（1369年6月）見 -        |          | - 建徳2年9月（1371年10月）見 -              |
| 宗良親王（南朝） | - 天授3年7月（1377年8月）見 -         | 一品     | 天授3年冬（1377年冬）出家                   |
| 惟成親王（南朝） | - 元中9年2月（1392年3月）見 -         | 二品     |                                             |
| 木寺宮邦康親王   | 康正元年10月28日（1455年12月7日）任   | 三品     | - 文明4年8月（1472年9月）見 -               |
| 伏見宮貞敦親王   | 永正4年2月4日（1507年3月17日）任      | 無品     | 天文14年4月27日（1545年6月6日）出家         |
| 伏見宮邦房親王   | 天正6年12月17日（1579年1月14日）任    | 無品     | 元和7年12月25日（1622年2月5日）薨           |
| 八条宮智忠親王   | 寛永6年2月2日（1629年2月24日）任      | 無品     | 寛文2年7月7日（1662年8月20日）薨            |
| 八条宮長仁親王   | 寛文9年11月5日（1669年12月27日）任    | 無品     | 延宝3年6月25日（1675年8月16日）薨           |
| 伏見宮邦永親王   | 元禄8年12月23日（1696年1月27日）任    | 無品     | 享保11年10月21日（1726年11月14日）薨        |
| 有栖川宮職仁親王 | 享保12年3月2日（1727年4月22日）任     | 無品     | 明和6年10月22日（1769年11月19日）薨         |
| 有栖川宮織仁親王 | 明和7年11月1日（1770年12月17日）任    | 二品     | 文化9年2月15日（1812年3月27日）出家         |
| 有栖川宮韶仁親王 | 文化9年11月7日（1812年12月10日）任    | 三品     | 弘化2年2月28日（1845年4月4日）薨            |
| 有栖川宮幟仁親王 | 弘化4年8月4日（1847年9月13日）任      | 三品     | 明治2年7月8日（1869年8月15日）廃官          |

## 式部卿の一覧
式部省の長官である式部卿を務めた人物の一覧。ただし、※印は文部卿（官職の唐風改称による）。
| 名               | 就任（不明の場合は初見）              | 位階     | 辞任（不明の場合は終見）                   |
| ---------------- | ------------------------------------- | -------- | ------------------------------------------ |
| 大伴安麻呂       | 大宝2年1月17日（702年2月18日）任      | 従三位   | 大宝2年6月24日（702年7月23日）遷兵部卿     |
| 葛野王           |                                       | 正四位上 | 慶雲2年12月20日（706年1月9日）卒           |
| 巨勢多益須       | 慶雲3年7月11日（706年8月23日）任      | 従四位上 | 和銅元年3月13日（708年4月8日）遷大宰大弐   |
| 下毛野古麻呂     | 和銅元年3月13日（708年4月8日）任      | 従四位上 | 和銅2年12月20日（710年1月24日）卒          |
| 長屋王           | 和銅3年4月23日（710年5月25日）任      | 従三位   | - 養老元年（717年）見 -                    |
| 藤原武智麻呂     | 養老2年9月19日（718年10月17日）任     | 従四位上 |                                            |
| 藤原宇合         | - 神亀元年4月（724年5月）見 -         | 正四位上 | 天平9年8月5日（737年9月3日）薨             |
| 多治比広成       | 天平10年1月26日（738年2月19日）任     | 従三位   | 天平11年4月7日（739年5月18日）薨           |
| 鈴鹿王           | 天平11年5月（739年－月）？任          | 正三位   | 天平17年9月4日（745年10月3日）薨           |
| 藤原仲麻呂       | 天平18年3月5日（746年3月31日）任      | 正四位上 | - 天平勝宝元年（749年）見 -                |
| 紀麻路           | 天平勝宝元年8月10日（749年9月25日）任 | 従三位   | - 天平勝宝3年（751年）見 -                 |
| 藤原永手         | - 天平勝宝6年2月（754年3月）見 -      | 従三位   | - 天平宝字元年（757年）見 -                |
| 石川年足※        | - 天平宝字2年8月（758年10月）見 -     | 正三位   | 天平宝字6年9月30日（762年10月21日）薨      |
| 藤原河清※        | 天平宝字4年2月20日（760年3月11日）任  | 正四位下 | - 天平宝字7年（763年）見 -                 |
| 氷上塩焼※        | 天平宝字8年8月4日（764年9月4日）任    | 従三位   | 天平宝字8年9月18日（764年10月17日）被誅    |
| 藤原真楯         | - 天平神護元年（765年）見 -           | 正三位   | 天平神護2年3月12日（766年4月25日）薨       |
| 石上宅嗣         | - 神護景雲2年10月（768年12月）見 -    | 従三位   | 神護景雲4年9月16日（770年10月9日）遷大宰帥 |
| 藤原宿奈麻呂     | 神護景雲4年9月16日（770年10月9日）任  | 従三位   | 宝亀2年3月13日（771年4月2日）任内臣        |
| 石上宅嗣         | 宝亀2年3月13日（771年4月2日）任       | 従三位   | 宝亀8年10月13日（777年11月17日）遷中務卿   |
| 藤原百川         | 宝亀8年10月13日（777年11月17日）任    | 従三位   | 宝亀10年7月9日（779年8月24日）薨           |
| 藤原是公         | 天応元年6月27日（781年7月22日）任     | 正三位   | 延暦2年7月19日（783年8月21日）任右大臣     |
| 藤原種継         | 延暦2年7月25日（783年8月27日）任      | 従三位   | 延暦4年9月23日（785年10月30日）薨          |
| 紀船守           | 延暦5年2月17日（786年3月21日）任      | 従三位   | 延暦11年4月2日（792年4月27日）薨           |
| 紀古佐美         | 延暦14年2月19日（795年3月14日）任     | 正三位   | 延暦16年4月4日（797年5月4日）薨            |
| 伊予親王         | - 延暦23年2月（804年4月）見 -         | 三品     | - 延暦23年9月（804年10月）見 -             |
| 大伴親王         | - 延暦23年12月（805年1月）見 -        | 三品     |                                            |
| 藤原葛野麻呂     | 延暦25年4月18日（806年5月9日）任      | 従三位   | - 大同4年2月（809年5月）見 -               |
| 葛原親王         | 弘仁元年9月（810年10月）任            | 三品     |                                            |
| 万多親王         | 弘仁14年9月28日（823年11月4日）任     | 三品     | - 天長5年1月（828年2月）見 -               |
| 葛原親王         | 天長7年6月4日（830年6月28日）任       | 二品     | - 承和10年5月（843年6月）見 -              |
| 仲野親王         | 嘉祥3年5月17日（850年6月30日）任      | 二品     | 貞観5年2月10日（863年3月3日）遷大宰帥      |
| 忠良親王         | 貞観5年2月10日（863年3月3日）任       | 二品     | 貞観18年2月20日（876年3月19日）薨          |
| 時康親王         | 貞観18年12月26日（877年1月14日）任    | 二品     | 元慶8年2月4日（884年3月4日）践祚           |
| 本康親王         | 元慶8年3月9日（884年4月8日）任        | 二品     | 延喜元年12月14日（902年1月26日）薨         |
| 是忠親王         | - 延喜3年1月（903年2月）見 -          | 三品     | 延喜20年6月14日（920年7月2日）出家         |
| 貞保親王         | - 延喜20年11月（920年12月）見 -       | 二品？   | 延長2年6月19日（924年7月23日）薨           |
| 敦慶親王         | - 延長2年11月（924年11月）見 -        |          | 延長8年2月28日（930年3月30日）薨           |
| 敦実親王         | - 承平元年7月（931年9月）見 -         |          | 天暦4年2月（950年－月）出家                |
| 重明親王         | - 天暦4年5月（950年6月）見 -          | 三品     | 天暦8年9月14日（954年10月13日）薨          |
| 元平親王         | - 天暦10年6月（956年7月）見 -         |          | 天徳2年5月23日（958年6月12日）薨           |
| 元長親王         | - 応和元年6月（961年8月）見 -         | 三品     | 貞元元年9月10日（976年10月5日）薨          |
| 為平親王         | - 貞元3年11月（978年12月）見 -        |          | 寛弘7年10月9日（1010年11月17日）出家       |
| 敦明親王         | 寛弘8年12月18日（1012年1月14日）任    | 三品     | 長和5年1月29日（1016年3月10日）立太子      |
| 敦康親王         | - 長和5年4月（1016年5月）見 -         | 一品     | 寛仁2年12月17日（1019年1月25日）薨         |
| 敦儀親王         | 寛仁4年1月30日（1020年2月26日）任     | 三品     | 長元3年8月19日（1030年9月19日）出家        |
| 敦平親王         | 長元3年11月（1030年12月）任           | 二品     | 永承4年3月19日（1049年4月23日）薨          |
| 敦貞親王         | 永承5年2月（1050年3月）任             | 三品     | 康平4年2月8日（1061年3月2日）薨            |
| 敦賢親王         | 康平4年12月（1062年1月）任            | 四品     | 承保4年8月17日（1077年9月6日）薨           |
| 久明親王         | 永仁5年12月17日（1298年1月30日）任    | 一品     | - 延慶2年3月（1309年4月）見 -              |
| 恒明親王         | - 嘉暦2年1月（1327年1月）見 -         | 二品     | 建武元年12月17日（1335年1月12日）遷中務卿  |
| 洞院公賢         | 建武元年12月17日（1335年1月12日）任   | 正二位   | - 建武2年2月（1335年3月）見 -              |
| 恒明親王         | 建武2年11月26日（1336年1月9日）任     | 一品     | 観応2年9月4日（1351年9月24日）出家         |
| 邦省親王         |                                       | 三品     |                                            |
| 宗良親王（南朝） | - 延元2年2月（1337年3月）見 -         | 一品     | - 建徳2年（1371年）見 -                    |
| 懐良親王（南朝） | - 文中3年（1374年）見 -               | 一品     | - 天授3年3月（1377年5月）見 -              |
| 惟成親王（南朝） | - 弘和元年12月（1381年12月）見 -      |          |                                            |
| 伏見宮貞常親王   | 文安3年3月20日（1446年4月16日）任     | 無品     | 文明6年7月3日（1474年8月15日）薨           |
| 伏見宮邦高親王   | 文明7年9月17日（1475年10月16日）任    | 無品     | 永正13年6月30日（1516年7月29日）出家       |
| 伏見宮邦輔親王   | 天文2年12月9日（1533年12月24日）任    | 無品     | 永禄6年3月26日（1563年4月18日）薨          |
| 伏見宮貞康親王   | 永禄9年4月29日（1566年5月18日）任     | 二品     | 永禄11年4月15日（1568年5月11日）薨         |
| 八条宮智仁親王   | 天正19年1月29日（1591年2月22日）任    | 無品     | 寛永6年4月7日（1629年5月29日）薨           |
| 花町宮良仁親王   | 慶安4年11月25日（1652年1月6日）任     | 三品     | 承応3年11月28日（1655年1月5日）践祚        |
| 八条宮穏仁親王   | 明暦元年11月25日（1655年12月22日）任  | 三品     | 寛文5年10月3日（1665年11月9日）薨          |
| 伏見宮貞致親王   | 寛文7年2月18日（1667年3月12日）任     | 二品     | 元禄7年5月18日（1694年6月10日）薨          |
| 有栖川宮幸仁親王 | 元禄10年5月14日（1697年7月2日）任     | 二品     | 元禄12年7月25日（1699年8月20日）薨         |
| 京極宮家仁親王   | 正徳3年12月21日（1714年2月5日）任     | 無品     | 明和4年12月6日（1768年1月25日）薨          |
| 閑院宮孝仁親王   | 文政3年6月8日（1820年7月17日）任      | 三品     | 文政7年2月10日（1824年3月10日）薨          |
| 伏見宮邦家親王   | 元治元年3月17日（1864年4月22日）任    | 二品     | 明治2年7月8日（1869年8月15日）廃官         |

式部卿に任官した御三卿当主
- 徳川斉順
- 徳川斉明

## 治部卿の一覧
治部省の長官である治部卿を務めた人物の一覧。ただし、※印は礼部卿（官職の唐風改称による）。
| 名                 | 就任（不明の場合は初見）               | 位階     | 辞任（不明の場合は終見）                    |
| ------------------ | -------------------------------------- | -------- | ------------------------------------------- |
| 葛野王             | - 持統天皇朝（686年 - 697年）見 -      | 浄大肆   |                                             |
| 犬上王             | - 慶雲年間（704年 - 707年）？見 -      | 正四位下 |                                             |
| 美努王             | 和銅元年3月13日（708年4月8日）任       | 従四位下 | 和銅元年5月30日（708年6月22日）卒           |
| 安八万王           | 和銅元年9月4日（708年10月21日）任      | 従四位下 |                                             |
| 石川石足           | 霊亀3年5月（717年－月）任              | 正五位上 | - 養老2年9月（718年10月）見 -               |
| 坂合部王           | 養老5年6月26日（721年7月24日）任       | 従四位下 |                                             |
| 門部王             | - 天平3年12月（732年1月）見 -          | 従四位上 | - 天平6年（734年）見 -                      |
| 茅野王             | - 天平11年3月（739年5月）見 -          | 従四位上 |                                             |
| 三原王             | - 天平12年9月（740年10月）見 -         | 従四位上 |                                             |
| 石上乙麻呂         | - 天平18年3月（746年4月）見 -          | 従四位上 |                                             |
| 安宿王             | 天平18年4月11日（746年5月5日）任       | 従四位上 |                                             |
| 藤原八束           | 天平19年3月10日（747年4月23日）任      | 従四位下 |                                             |
| 石川年足           | - 天平勝宝2年3月（750年4月）見 -       | 従四位上 |                                             |
| 船王               | - 天平勝宝3年10月（751年11月）見 -     | 従四位上 | - 天平勝宝7歳5月（755年7月）見 -            |
| 文室智努           | 天平勝宝9歳6月16日（757年7月6日）任    | 従三位   | - 天平宝字3年（759年）見 -                  |
| 氷上塩焼※          | 天平宝字3年11月5日（759年11月28日）任  | 従三位   | - 天平宝字4年（760年）見 -                  |
| 藤原弟貞※          | - 天平宝字5年（761年）見 -             | 正三位   | 天平宝字7年10月17日（763年11月26日）薨      |
| 山村王             | - 天平神護元年（765年）見 -            | 従三位   | 神護景雲元年11月17日（767年12月12日）薨     |
| 多治比土作         | 神護景雲2年7月1日（768年8月17日）任    | 従四位下 | 宝亀2年6月10日（771年7月26日）卒            |
| 文室大市           | 宝亀2年11月6日（771年12月16日）任      | 従二位   | 宝亀5年3月5日（774年4月20日）遷中務卿       |
| 藤原家依           | 宝亀5年3月5日（774年4月20日）任        | 従四位上 | 天応元年7月10日（781年8月4日）遷兵部卿      |
| 壱志濃王           | 天応2年2月14日（782年4月1日）任        | 従四位上 | - 延暦12年2月（793年3月）見 -               |
| 安倍東人           |                                        | 従四位上 |                                             |
| 和家麻呂           | 延暦18年2月20日（799年3月30日）任      | 従三位   | 延暦18年6月16日（799年7月23日）遷中務卿     |
| 大伴弟麻呂         | 延暦18年9月10日（799年10月13日）任     | 従三位   |                                             |
| 葛原親王           | 延暦22年4月（803年－月）任             | 四品     | 延暦25年5月9日（806年5月30日）遷大蔵卿      |
| 大伴親王           | 延暦25年5月9日（806年5月30日）任       | 三品     |                                             |
| 坂本親王           |                                        | 四品     |                                             |
| 安倍寛麻呂         | 弘仁8年5月（817年－月）任              | 正五位下 | 弘仁10年7月19日（819年8月13日）？遷大宰大弐 |
| 藤原貞嗣           | 弘仁10年7月（819年8月）任              | 従四位上 |                                             |
| 春原五百枝         | 弘仁11年1月27日（820年2月14日）任      | 従三位   | 弘仁14年9月27日（823年11月3日）遷刑部卿     |
| 恒世親王           | 弘仁14年9月28日（823年11月4日）任      | 三品     | 弘仁14年10月21日（823年11月27日）遷中務卿   |
| 賀陽親王           | 弘仁14年11月13日（823年12月18日）任    | 四品     |                                             |
| 源信               | 天長3年7月3日（826年8月9日）任         | 従四位上 | 天長9年11月7日（832年12月2日）任左兵衛督    |
| 三原春上           | 天長9年11月7日（832年12月2日）任       | 従四位上 | - 天長10年（833年）見 -                     |
| 源定               | 天長10年11月1日（833年12月15日）任     | 従三位   | 承和元年2月5日（834年3月18日）遷中務卿      |
| 阿保親王           | 承和元年2月5日（834年3月18日）任       | 三品     | 承和3年5月15日（836年6月2日）遷宮内卿       |
| 安倍吉人           | 承和3年5月15日（836年6月2日）任        | 正四位下 | 承和5年6月10日（838年7月5日）卒             |
| 源弘               | 承和5年8月5日（838年8月28日）任        | 正四位下 | - 承和12年1月（845年2月）見 -               |
| 藤原助             | 承和13年1月13日（846年2月12日）任      | 従四位上 | 承和15年1月13日（848年2月21日）任左兵衛督   |
| 賀陽親王           | 承和15年2月14日（848年3月22日）任      | 三品     | - 嘉祥元年7月（848年8月）見 -               |
| 正躬王             | 嘉祥3年1月17日（850年3月4日）任        | 従四位下 | - 斉衡2年（855年）見 -                      |
| 源生               | 斉衡2年2月（855年3月）任               | 従四位上 | 貞観2年2月14日（860年3月10日）遷大蔵卿      |
| 賀陽親王           | 貞観2年2月14日（860年3月10日）任       | 二品     | - 貞観13年2月（871年2月）見 -               |
| 藤原仲統           | 貞観13年3月11日（871年4月4日）任       | 従四位上 | - 貞観16年8月（874年10月）見 -              |
| 惟恒親王           | 貞観17年2月27日（875年4月7日）任       | 四品     | 元慶元年10月18日（877年11月26日）遷弾正尹   |
| 在原行平           | 元慶元年10月18日（877年11月26日）任    | 従三位   | - 元慶6年3月（882年4月）見 -                |
| 源行有             | 元慶6年（882年）任                     | 従四位上 | 元慶9年1月16日（885年2月4日）遷大宰大弐     |
| 源本有             | 元慶9年1月16日（885年2月4日）任        | 正四位下 | - 仁和2年8月（886年9月）見 -                |
| 藤原有穂           | 寛平9年5月25日（897年6月28日）任       | 従四位上 | 延喜2年2月23日（902年4月4日）遷民部卿       |
| 源近善             |                                        | 従三位   | 延喜18年7月14日（918年8月23日）薨           |
| 良岑衆樹           | 延喜19年6月3日（919年7月2日）任        | 従四位上 | 延喜20年9月25日（920年11月8日）卒           |
| 藤原当幹           | 延長3年10月14日（925年11月2日）任      | 従四位下 | 天慶4年11月4日（941年11月25日）卒           |
| 源兼明             | 天慶8年11月25日（946年1月1日）任       | 従四位上 | - 天暦6年（952年）見 -                      |
| 源兼忠             | 天暦10年3月24日（956年5月7日）任       | 正四位下 | 天徳2年7月1日（958年7月19日）卒             |
| 源雅信             | 天徳2年閏7月28日（958年9月14日）任     | 正四位下 | - 康保4年（967年）見 -                      |
| 藤原斉敏           | 康保5年6月14日（968年7月12日）任       | 正四位下 | 安和2年11月11日（969年12月22日）任左兵衛督  |
| 大江斉光           | 安和3年1月28日（970年3月8日）任        | 従四位上 |                                             |
| 藤原元輔           | 天禄4年3月28日（973年5月3日）任        | 従四位上 | 天延3年10月17日（975年11月22日）卒          |
| 藤原国光           |                                        | 正四位下 |                                             |
| 藤原兼家           | 貞元2年10月11日（977年11月24日）任     | 正三位   | 貞元3年10月2日（978年11月5日）任右大臣      |
| 藤原季平           | 天元5年10月18日（982年11月6日）任      | 従三位   | 永観元年6月11日（983年7月23日）薨           |
| 藤原為輔           | 永観元年8月23日（983年10月2日）任      | 従三位   | - 寛和2年（986年）見 -                      |
| 藤原尹忠           | - 寛和2年7月（986年8月）見 -           | 従三位   | 永延3年8月2日（989年9月4日）薨              |
| 源俊賢             | 長保3年10月3日（1001年10月21日）任     | 正四位下 | 寛仁4年11月29日（1020年12月16日）遷民部卿   |
| 藤原経通           | 寛仁5年1月24日（1021年3月10日）任      | 正三位   | 永承6年5月28日（1051年7月8日）出家          |
| 藤原経任           | 永承6年11月5日（1051年12月10日）任     | 従二位   | 治暦2年2月16日（1066年3月14日）薨           |
| 源隆俊             | 治暦3年2月6日（1067年3月23日）任       | 正三位   | 承保2年3月13日（1075年4月1日）出家、薨      |
| 藤原経季           | 承保3年12月5日（1077年1月2日）任       | 正二位   | 永保2年1月21日（1082年2月21日）辞           |
| 藤原伊房           | 永保2年12月28日（1083年1月18日）任     | 正二位   | 寛治2年8月29日（1088年9月16日）遷大宰権帥   |
| 源俊明             | 寛治2年8月29日（1088年9月16日）任      | 正二位   | 寛治8年6月13日（1094年7月27日）遷民部卿     |
| 藤原通俊           | 嘉保元年12月17日（1095年1月25日）任    | 正三位   | 承徳3年8月16日（1099年9月3日）薨            |
| 源俊実             | 康和元年12月14日（1100年1月26日）任    | 従二位   | - 嘉承2年9月（1107年－月）見 -              |
| 源基綱             | 嘉承3年1月24日（1108年3月8日）任       | 正三位   | 永久4年1月30日（1116年2月15日）遷大宰権帥   |
| 源能俊             | 永久5年1月19日（1117年2月22日）任      | 正三位   | 長承3年2月20日（1134年3月17日）出家         |
| 源雅兼             | 長承3年3月7日（1134年4月3日）任        | 従三位   | 保延元年7月12日（1135年8月22日）出家        |
| 藤原資信           | 保元元年11月28日（1157年1月10日）任    | 従三位   | 保元2年1月24日（1157年3月6日）遷兵部卿      |
| 藤原光隆           | 保元2年1月24日（1157年3月6日）任       | 正四位下 | 平治元年12月27日（1160年2月6日）解官        |
| 藤原光隆           | 永暦元年4月3日（1160年5月10日）任      | 正四位下 | 安元2年1月30日（1176年3月12日）停任         |
| 源顕信             | 安元2年1月30日（1176年3月12日）任      | 従四位上 | 建仁2年5月23日（1202年6月14日）出家         |
| 平業兼             | 建仁2年閏10月24日（1202年12月10日）任  | 正四位下 | 承元3年1月13日（1209年2月18日）辞           |
| 源兼定             | 承元3年1月13日（1209年2月18日）任      | 正四位下 | 建暦元年10月12日（1211年11月18日）辞        |
| 平親輔             | 建暦元年10月12日（1211年11月18日）任   | 従四位上 | 建保3年12月22日（1216年1月12日）出家        |
| 藤原定家           | 建保4年1月13日（1216年2月2日）任       | 従三位   | 建保6年7月9日（1218年8月1日）遷民部卿       |
| 藤原範基           | 建保6年10月11日（1218年10月31日）任    | 正四位下 | 嘉禄2年6月20日（1226年7月15日）薨           |
| 藤原公長           | 嘉禄2年7月24日（1226年8月18日）任      | 従三位   | 嘉禄3年10月21日（1227年12月1日）遷民部卿    |
| 平親長             | 嘉禄3年10月21日（1227年12月1日）任     | 正四位下 | 天福元年5月24日（1233年7月3日）出家         |
| 四条隆綱           | 天福元年12月15日（1234年1月16日）任    | 正四位下 | 文暦2年1月23日（1235年2月12日）辞           |
| 藤原言家           | 文暦2年1月23日（1235年2月12日）任      | 従四位下 | 暦仁元年12月30日（1239年2月5日）出家        |
| 源雅具             | 暦仁2年1月24日（1239年3月1日）任       | 従四位上 | 宝治2年11月2日（1248年11月18日）遷大蔵卿    |
| 藤原行家           | - 建長2年3月（1250年4月）見 -          |          | - 建長3年9月（1251年10月）見 -              |
| 藤原範氏           | - 建長5年12月（1254年1月）見 -         |          |                                             |
| 藤原顕雅           | 建長6年1月16日（1254年2月5日）任       | 正四位下 | 正嘉2年11月1日（1258年11月27日）任参議      |
| 藤原宗経           | - 正元元年8月（1259年8月）見 -         | 正四位下 | 正元元年閏10月15日（1259年11月30日）辞      |
| 平高兼             | 正元元年閏10月15日（1259年11月30日）任 | 従四位下 | - 弘長元年7月（1261年8月）見 -              |
| 藤原季範           | 文永4年7月9日（1267年7月31日）任       | 正四位下 | - 文永4年11月（1267年11月）見 -             |
| 菅原在匡           | - 文永7年8月（1270年9月）見 -          | 従四位上 | - 文永11年3月（1274年4月）見 -              |
| 吉田経俊           | 文永11年9月10日（1274年10月11日）任    | 正二位   | 建治2年10月18日（1276年11月25日）薨         |
| 高階邦経           | 建治2年12月15日（1277年1月20日）任     | 正三位   | 弘安4年4月6日（1281年4月25日）遷大蔵卿      |
| 藤原済家           | 弘安4年4月19日（1281年5月8日）任       | 正四位下 | 弘安7年10月27日（1284年12月5日）辞          |
| 高階重経           | 弘安7年10月27日（1284年12月5日）任     | 正四位下 | 弘安9年1月13日（1286年2月7日）遷宮内卿      |
| 平信輔             | 弘安9年1月13日（1286年2月7日）任       | 正四位上 | - 弘安9年10月（1286年10月）見 -             |
| 源顕綱             | 正応元年7月16日（1288年8月14日）任     | 正四位下 | 正応2年10月18日（1289年11月2日）辞          |
| 藤原広範           | 正応2年10月18日（1289年11月2日）任     |          | 正安元年7月8日（1299年8月5日）辞            |
| 坊門信経           | 正安元年7月8日（1299年8月5日）任       | 正四位上 | 正安2年4月10日（1300年4月29日）任参議       |
| 高階泰継           | 正安2年9月10日（1300年10月23日）任     | 正四位下 | 正安4年11月4日（1302年11月23日）停任        |
| 藤原宣方           | 正安4年11月4日（1302年11月23日）任     | 従四位上 | 乾元2年3月8日（1303年3月26日）辞            |
| 高倉永定           | 乾元2年3月8日（1303年3月26日）任       | 正四位下 | 嘉元元年8月28日（1303年10月9日）停任        |
| 葉室光定           | 嘉元元年8月28日（1303年10月9日）任     | 正四位下 | 嘉元元年12月30日（1304年2月6日）任参議      |
| 高階重経           | 嘉元元年12月30日（1304年2月6日）任     | 正三位   | 嘉元3年1月22日（1305年2月16日）辞           |
| 葉室光定           | 嘉元3年1月22日（1305年2月16日）任      | 正四位下 | 嘉元3年7月3日（1305年7月25日）薨            |
| 葉室頼房           | 嘉元3年12月30日（1306年1月15日）任     | 従四位上 | 徳治2年7月2日（1307年7月31日）停任          |
| 持明院基光         | 徳治2年7月2日（1307年7月31日）任       | 従二位   | 徳治2年7月17日（1307年8月15日）出家         |
| 平仲親             | 徳治2年9月17日（1307年10月14日）任     | 正四位下 | 徳治3年5月9日（1308年5月29日）辞            |
| 冷泉頼俊           | 延慶元年12月10日（1309年1月21日）任    | 正四位下 | 延慶2年9月26日（1309年10月30日）辞          |
| 高階雅仲           | 延慶2年9月26日（1309年10月30日）任     | 正四位下 | 延慶3年9月4日（1310年9月27日）停任          |
| 藤原藤朝           | 延慶3年9月4日（1310年9月27日）任       | 正四位上 | 応長元年閏6月9日（1311年7月25日）任参議     |
| 三条公躬           | 応長元年閏6月9日（1311年7月25日）任    | 従四位上 | 応長元年10月8日（1311年11月18日）停任       |
| 藤原藤範           | 応長元年10月8日（1311年11月18日）任    | 従四位下 | 正和元年4月10日（1312年5月16日）辞          |
| 藤原長基           | 正和元年4月10日（1312年5月16日）任     |          | 正和元年11月18日（1312年12月16日）停任      |
| 藤原藤範           | 正和元年11月18日（1312年12月16日）任   | 正四位下 | 正和2年2月6日（1313年3月3日）遷大蔵卿       |
| 東坊城茂長         | 正和2年2月6日（1313年3月3日）任        | 従四位上 | 正和2年8月7日（1313年8月29日）停任          |
| 源親教             | 正和2年12月28日（1314年1月14日）任     | 正四位下 |                                             |
| 日野俊光           | 正和3年閏3月25日（1314年5月10日）任    | 正二位   | 正和4年10月28日（1315年11月25日）遷大宰権帥 |
| 藤原親方           | 正和4年10月28日（1315年11月25日）任    | 正四位下 | 正和5年11月23日（1317年1月5日）辞           |
| 平範高             | 正和5年12月14日（1317年1月26日）任     | 従四位下 | 文保2年1月20日（1318年2月21日）停任         |
| 水無瀬具良         | 文保2年1月22日（1318年2月23日）任      | 従三位   | - 文保3年（1319年）見 -                     |
| 四条房衡           | 文保3年4月21日（1319年5月11日）任      | 従三位   | 元応2年3月12日（1320年4月21日）？辞         |
| 日野種範           | 元応2年3月24日（1320年5月3日）任       | 従三位   | 元亨元年4月18日（1321年5月15日）薨          |
| 壬生雅康           | 元亨2年1月26日（1322年2月12日）任      | 正二位   | 嘉暦2年3月14日（1327年4月6日）辞            |
| 平成輔             | 嘉暦2年3月24日（1327年4月16日）任      | 正四位下 | 元徳元年9月26日（1329年10月19日）停任       |
| 三条実任           | 元徳元年9月26日（1329年10月19日）任    | 従二位   | 元徳2年11月7日（1330年12月17日）停任        |
| 日野資名           | 元徳2年11月7日（1330年12月17日）任     | 正二位   |                                             |
| 中御門冬定         | 元徳3年2月21日（1331年3月30日）任      | 従二位   | - 元弘3年5月（1333年6月）見 -               |
| ショウ王（王）     | 元弘3年8月5日（1333年9月14日）任       | 従三位   | 建武元年12月17日（1335年1月12日）停任       |
| 鷹司冬教           | 建武元年12月17日（1335年1月12日）任    | 従一位   | 建武2年11月19日（1336年1月2日）辞           |
| 三条実忠           | 延元元年5月25日（1336年7月4日）任      | 正二位   | 建武4年7月20日（1337年8月16日）停任         |
| 東坊城茂長         | 建武4年7月20日（1337年8月16日）任      | 従三位   | - 暦応元年（1338年）見 -                    |
| 町経量             | 暦応元年10月19日（1338年12月1日）任    | 従四位下 |                                             |
| 菅原在成           | 暦応2年1月13日（1339年2月22日）任      | 正四位下 | 暦応4年4月16日（1341年5月2日）辞            |
| 楊梅重兼           | 暦応4年4月16日（1341年5月2日）任       | 正四位下 | 暦応5年3月30日（1342年5月5日）辞            |
| 菅原在淳           | 暦応5年3月30日（1342年5月5日）任       | 正四位下 | 貞和4年10月26日（1348年11月17日）辞         |
| 葉室長顕           | 貞和4年10月26日（1348年11月17日）任    | 正四位下 | 貞和4年12月24日（1349年1月13日）辞          |
| 山井有範           | 貞和4年12月24日（1349年1月13日）任     | 正四位下 | 文和2年12月29日（1354年1月24日）停任        |
| 葉室長藤           | 文和4年8月13日（1355年9月19日）任      |          |                                             |
| 五条康長           | 延文元年4月21日（1356年5月21日）任     | 従三位   | 延文6年3月27日（1361年5月2日）停任          |
| 土御門保光         | 延文6年3月27日（1361年5月2日）任       | 正四位下 | 康安2年9月9日（1362年9月27日）任参議        |
| 菅原時親           | - 貞治6年2月（1367年3月）見 -          | 正四位下 | 永和4年3月19日（1378年4月16日）薨           |
| 平時清             | 永和4年3月24日（1378年4月21日）任      |          |                                             |
| 大福寺正雄（南朝） | - 正平6年3月（1351年4月）見 -          |          |                                             |
| 町経量（南朝）     | - 正平7年2月（1352年3月）見 -          | 正四位下 |                                             |
| 勧修寺経方（南朝） | - 建徳元年9月（1370年10月）見 -        |          | - 建徳2年3月（1371年4月）見 -               |
| 吉田兼敦           | - 明徳4年12月（1394年1月）見 -         |          | 応永8年3月24日（1401年5月7日）辞            |
| 五条長敏           | 応永8年3月24日（1401年5月7日）任       |          |                                             |
| 西洞院親長         |                                        |          | 応永9年1月6日（1402年2月8日）辞             |
| 平時成             | 応永9年3月28日（1402年4月30日）任      |          |                                             |
| 冷泉範定           |                                        |          | 応永14年6月8日（1407年7月12日）辞           |
| 山科教遠           | 応永15年2月24日（1408年3月21日）任     | 従三位   | 応永17年8月5日（1410年9月3日）停任          |
| 西洞院知範         | 応永22年3月28日（1415年5月7日）任      | 従四位下 | - 応永22年10月（1415年11月）見 -            |
| 町経時             | 応永23年3月25日（1416年4月22日）任     |          | - 応永24年12月（1418年2月）見 -             |
| 安倍守経           | 応永25年3月27日（1418年5月2日）任      | 従三位   | - 応永26年（1419年）見 -                    |
| 橘知興             | - 応永26年3月（1419年4月）見 -         |          | - 応永29年3月（1422年4月）見 -              |
| 日野西資宗         | - 応永35年2月（1428年3月）見 -         |          | - 永享9年3月（1437年4月）見 -               |
| 平棟統             | 永享11年3月18日（1439年5月1日）任      |          |                                             |
| 半井茂成           | 嘉吉2年4月29日（1442年6月7日）任       |          | - 文安元年10月（1444年11月）見 -            |
| 山科繁右           | 文安3年3月29日（1446年4月25日）任      | 正三位   | - 文安5年9月（1448年10月）見 -              |
| 錦小路篤忠         | 宝徳元年11月19日（1450年1月1日）任     | 従四位上 | - 宝徳3年8月（1451年9月）見 -               |
| 冷泉持為           | 享徳元年（1452年）任                   | 正三位   | 享徳3年8月17日（1454年9月9日）出家          |
| 唐橋在綱           | - 享徳3年9月（1454年9月）見 -          | 従二位   | - 享徳4年1月（1455年2月）見 -               |
| 町顕郷             | 寛正5年5月2日（1464年6月6日）任        | 従三位   | - 応仁2年3月（1468年3月）見 -               |
| 大宮長興           | 文明10年7月22日（1478年8月20日）任     | 正四位上 | - 文明14年12月（1483年1月）見 -             |
| 壬生晴富           | 延徳2年11月4日（1490年12月15日）任     |          | - 延徳4年1月（1492年2月）見 -               |
| 入江久任           | 延徳4年2月22日（1492年3月20日）任      | 従四位下 | 明応6年4月29日（1497年5月31日）卒           |
| 勘解由小路在重     | 永正5年12月18日（1509年1月8日）任      | 従四位上 | - 永正8年8月（1511年8月）見 -               |
| 吉田兼永           | 永正9年3月18日（1512年4月4日）任       | 正四位下 |                                             |
| 勘解由小路在重     | - 永正11年6月（1514年7月）見 -         | 正四位下 |                                             |
| 吉田兼清           | 永正17年12月29日（1521年2月6日）任     |          |                                             |
| 竹屋光継           | - 大永2年3月（1522年4月）見 -          | 正四位下 |                                             |
| 半井明孝           | 大永6年12月17日（1527年1月19日）任     | 従三位   | 天文3年4月27日（1534年6月8日）辞            |
| 賀茂定延           | 天文3年4月27日（1534年6月8日）任       | 従四位下 | 天文3年4月29日（1534年6月10日）辞           |
| 五辻諸仲           | 天文3年4月29日（1534年6月10日）任      | 正四位下 | 天文7年12月27日（1539年1月17日）辞          |
| 土御門有春         | 天文12年7月28日（1543年8月28日）任     | 従三位   | - 天文21年（1552年）見 -                    |
| 半井明名           | 天文23年1月3日（1554年2月4日）任       | 正四位下 | 永禄11年（1568年）？辞                      |
| 五辻為仲           | 永禄11年7月13日（1568年8月6日）任      | 従四位上 | - 天正5年（1577年）見 -                     |
| 水無瀬兼成         | 天正7年7月24日（1579年8月16日）任      | 従二位   |                                             |
| 園池宗朝           | 正保4年6月21日（1647年7月23日）任      | 従三位   | 承応3年12月24日（1655年1月31日）任参議      |
| 佐々木野資敦       | 承応4年1月11日（1655年2月17日）任      | 従三位   | 寛文2年（1662年）薨                         |
| 冷泉為綱           | 元禄7年2月19日（1694年3月14日）任      | 従三位   | 元禄16年12月27日（1704年2月2日）任左兵衛督  |
| 水無瀬氏孝         | 宝永元年9月17日（1704年10月15日）任    | 従三位   | 正徳元年8月16日（1711年9月28日）遷刑部卿    |
| 石野基顕           | 正徳元年10月3日（1711年11月12日）任    | 正三位   | 正徳4年6月26日（1714年8月6日）任参議        |
| 山井兼仍           | 享保2年4月13日（1717年5月23日）任      | 正三位   | 享保4年8月14日（1719年9月27日）薨           |
| 土御門泰連         | 享保5年12月28日（1721年1月25日）任     | 正四位下 |                                             |
| 穂波晴宣           | 享保12年3月21日（1727年5月11日）任     | 従三位   | 延享4年12月26日（1748年1月26日）辞          |
| 土御門泰邦         | 寛延3年8月7日（1750年9月7日）任        | 従三位   | - 宝暦4年（1754年）見 -                     |
| 五辻盛仲           | 宝暦4年9月20日（1754年11月4日）任      | 正三位   | 宝暦12年9月24日（1762年11月9日）辞          |
| 樋口冬康           | 宝暦12年9月28日（1762年11月13日）任    | 従三位   | 明和5年11月28日（1769年1月5日）辞、薨       |
| 竹屋光予           | 明和5年12月4日（1769年1月11日）任      | 従三位   | 安永6年12月3日（1778年1月1日）辞            |
| 五辻順仲           | 安永7年1月9日（1778年2月5日）任        | 従三位   | 寛政6年1月23日（1794年2月11日）辞           |
| 土御門泰栄         | 寛政6年1月28日（1794年2月27日）任      | 従三位   | 寛政8年10月4日（1796年11月3日）辞           |
| 池尻暉房           | 寛政8年10月25日（1796年11月24日）任    | 従三位   | 文化2年12月29日（1806年2月17日）任参議      |
| 長谷信昌           | 文化3年1月18日（1806年3月7日）任       | 正三位   | 文化13年閏8月2日（1816年9月23日）任参議     |
| 富小路貞直         | 文化13年9月4日（1816年10月24日）任     | 正三位   | 天保8年8月3日（1837年9月2日）辞、薨         |
| 錦織久雄           | 天保9年6月22日（1838年8月11日）任      | 従三位   | 嘉永3年7月5日（1850年8月12日）辞、薨        |
| 倉橋泰聡           | 嘉永3年8月9日（1850年9月14日）任       | 従三位   | 慶応4年3月2日（1868年3月25日）遷大蔵卿      |
| 山階宮晃親王       | 慶応4年3月2日（1868年3月25日）任       | 二品     | 明治2年7月8日（1869年8月15日）廃官          |

## 民部卿の一覧
民部省の長官である民部卿を務めた人物の一覧。ただし、※印は仁部卿（官職の唐風改称による）。
- 河辺百枝 - 天武天皇6年10月14日（677年11月14日）任
- 粟田真人
- 巨勢麻呂 - 慶雲2年4月22日（705年5月19日）任
- 多治比池守 - 和銅元年3月13日（708年4月8日）任
- 多治比三宅麻呂 - 霊亀3年（717年）9月任
- 太安万侶
- 多治比県守 - 天平3年（731年）1月任
- 藤原房前
- 巨勢奈弖麻呂 - 天平10年1月26日（738年2月19日）任
- 藤原仲麻呂 - 天平13年7月3日（741年8月18日）任
- 紀麻路 - 天平18年3月5日（746年3月31日）任
- 藤原清河 - 天平勝宝4年（752年）3月任
- 藤原恵美朝猟※ - 天平宝字5年10月22日（761年11月23日）任
- 文室大市 - 天平宝字8年9月25日（764年10月24日）任
- 藤原縄麻呂
- 藤原清河
- 藤原是公 - 宝亀10年1月7日（779年1月28日）任
- 藤原小黒麻呂 - 天応元年7月10日（781年8月4日）任
- 佐伯今毛人 - 延暦4年7月6日（785年8月15日）任
- 藤原継縄 - 延暦5年4月11日（786年5月13日）任
- 藤原小黒麻呂 - 延暦12年（793年）2月任
- 和気清麻呂
- 藤原雄友 - 延暦18年6月16日（799年7月23日）任
- 菅野真道 - 大同2年11月16日（807年12月18日）任
- 藤原園人 - 大同3年6月28日（808年7月25日）任
- 藤原葛野麻呂 - 弘仁3年12月5日（813年1月10日）任
- 藤原緒嗣 - 弘仁9年6月5日（818年7月11日）任
- 春原五百枝 - 天長3年（826年）5月任
- 清原夏野 - 天長3年9月23日（826年10月27日）任
- 藤原愛発 - 天長9年11月7日（832年12月2日）任
- 朝野鹿取 - 承和3年5月15日（836年6月2日）任
- 藤原愛発 - 承和8年3月20日（841年4月15日）任
- 藤原良房 - 承和9年8月11日（842年9月18日）任
- 安倍安仁 - 承和15年1月13日（848年2月21日）任
- 伴善男 - 貞観元年12月21日（860年1月17日）任
- 南淵年名 - 貞観9年1月12日（867年2月20日）任
- 藤原冬緒 - 貞観16年3月29日（874年4月19日）任
- 在原行平 - 元慶8年3月9日（884年4月8日）任
- 藤原山蔭 - 仁和3年5月11日（887年6月6日）任
- 源能有 - 仁和4年9月9日（888年10月17日）任
- 源直 - 寛平3年4月11日（891年5月22日）任
- 源光 - 寛平4年2月21日（892年3月23日）任
- 藤原保則 - 寛平5年2月22日（893年3月13日）任
- 源能有 - 寛平7年8月16日（895年9月8日）任
- 菅原道真 - 寛平8年8月28日（896年10月8日）任
- 源希 - 昌泰2年3月7日（899年4月20日）任
- 藤原有穂 - 延喜2年2月23日（902年4月4日）任
- 源貞恒 - 延喜8年2月21日（908年3月25日）任
- 平惟範 - 延喜8年8月26日（908年9月24日）任
- 源昇 - 延喜9年4月22日（909年5月14日）任
- 藤原道明 - 延喜18年9月16日（918年10月23日）任
- 藤原清貫 - 延喜20年9月21日（920年11月4日）任
- 藤原邦基 - 延長8年10月16日（930年11月9日）任
- 平伊望 - 承平2年8月30日（932年10月2日）任
- 源是茂 - 天慶2年12月27日（940年2月7日）任
- 藤原忠文 - 天慶4年12月18日（942年1月7日）任
- 藤原元方 - 天暦元年8月5日（947年9月21日）任
- 藤原在衡 - 天暦7年9月25日（953年11月4日）任
- 橘好古 - 安和2年3月26日（969年4月15日）任
- 藤原文範 - 安和3年1月28日（970年3月8日）任
- 藤原懐忠 - 長徳3年（997年）1月任
- 源俊賢 - 寛仁4年11月29日（1020年12月16日）任
- 藤原斉信 - 万寿5年2月19日（1028年3月17日）任
- 源道方 - 長元8年10月16日（1035年11月18日）任
- 藤原長家 - 寛徳元年12月14日（1045年1月4日）任
- 藤原俊家 - 治暦元年12月8日（1066年1月6日）任
- 藤原泰憲 - 承暦4年8月22日（1080年9月8日）任
- 源経信 - 承暦5年1月26日（1081年3月9日）任
- 源俊明 - 寛治8年6月13日（1094年7月27日）任
- 藤原宗通 - 永久3年8月13日（1115年9月3日）任
- 藤原忠教 - 保安2年6月26日（1121年8月10日）任
- 藤原顕頼 - 永治元年12月2日（1141年12月31日）任
- 藤原宗輔 - 仁平元年2月2日（1151年2月19日）任
- 藤原季成 - 保元元年11月28日（1157年1月10日）任
- 藤原俊通 - 永万2年6月6日（1166年7月4日）任
- 藤原顕時 - 仁安2年1月30日（1167年2月21日）任
- 藤原光忠 - 仁安2年8月1日（1167年9月15日）任
- 平親範 - 嘉応3年4月7日（1171年5月13日）任
- 藤原資長 - 治承3年1月19日（1179年2月27日）任
- 藤原成範 - 養和元年11月28日（1182年1月4日）任
- 吉田経房 - 建久元年8月13日（1190年9月14日）任
- 藤原実明 - 正治2年4月1日（1200年5月15日）任
- 藤原範光 - 元久2年1月29日（1205年2月19日）任
- 藤原光範 - 建永2年4月10日（1207年5月8日）任
- 藤原長房 - 承元3年1月13日（1209年2月18日）任
- 三条公定 - 承元5年1月21日（1211年2月6日）任
- 藤原定家 - 建保6年7月9日（1218年8月1日）任
- 藤原公長 - 嘉禄3年10月21日（1227年12月1日）任
- 藤原頼経 - 嘉禎2年11月22日（1236年12月21日）任
- 藤原高実 - 嘉禎4年2月23日（1238年3月10日）任
- 平経高 - 延応2年1月30日（1240年2月24日）任
- 藤原為家 - 建長2年9月16日（1250年10月13日）任
- 九条忠高 - 建長8年4月5日（1256年5月1日）任
- 広橋経光 - 文応元年9月8日（1260年10月14日）任
- 鷹司伊頼 - 文永11年6月1日（1274年7月5日）任
- 源雅言 - 弘安5年4月8日（1282年5月16日）任
- 日野資宣 - 弘安8年10月11日（1285年11月9日）任
- 藤原康能 - 正応4年3月25日（1291年4月25日）任
- 日野資宣 - 正応4年7月17日（1291年8月12日）任
- 三条公貫 - 正応5年4月13日（1292年5月1日）任
- 飛鳥井雅有 - 永仁3年8月5日（1295年9月15日）任
- 藤原兼行 - 永仁6年10月19日（1298年11月24日）任
- 中御門為行 - 正安3年3月18日（1301年4月27日）任
- 葉室頼藤 - 乾元元年12月30日（1303年1月18日）任
- 二条為世 - 嘉元4年4月5日（1306年5月18日）任
- 坊城定資 - 正和4年7月27日（1315年8月27日）任
- 三条実躬 - 正和5年1月13日（1316年2月7日）任
- 菅原在兼 - 正和5年7月22日（1316年8月10日）任
- 小倉実教 - 文保3年3月9日（1319年3月31日）任
- 三条実仲 - 元応2年9月5日（1320年10月7日）任
- 菅原在兼 - 元応2年10月22日（1320年11月22日）任
- 吉田隆長 - 元亨元年7月26日（1321年8月20日）任
- 藤原藤範 - 元亨3年6月16日（1323年7月19日）任
- 二条為藤 - 元亨4年1月13日（1324年2月8日）任
- 日野資朝
- 九条光経 - 元亨4年10月29日（1324年11月16日）任
- 葉室長隆 - 元弘元年10月5日（1331年11月5日）任
- 九条隆教 - 元弘2年2月26日（1332年3月23日）任
- 三条実任 - 正慶元年10月21日（1332年11月9日）任
- 九条光経 - 元弘3年5月17日（1333年6月29日）任
- 吉田定房 - 建武元年12月17日（1335年1月12日）任
- 二条為定 - 建武4年7月20日（1337年8月16日）任
- 洞院公泰 - 貞和4年10月7日（1348年10月29日）任
- 二条為明 - 貞治3年4月14日（1364年5月16日）任
- 小倉実遠 - 永和元年3月29日（1375年4月30日）任
- 山科教言 - 永和4年3月24日（1378年4月21日）任
- 中山親雅 - 嘉慶元年12月11日（1388年1月20日）任
  - 中御門光任（南朝）
  - 坊門親忠（南朝）
  - 葉室光資（南朝）
- 冷泉為尹 - 応永15年2月24日（1408年3月21日）任
- 山科教遠 - 応永22年3月28日（1415年5月7日）任
- 小倉公種 - 応永24年10月3日（1417年11月11日）任
- 山科教有 - 応永31年3月17日（1424年4月16日）任
- 唐橋在直 - 永享9年（1437年）10月任
- 海住山清房 - 嘉吉3年（1443年）任
- 山科持俊 - 文安5年8月7日（1448年9月5日）任
- 中山親通 - 宝徳3年7月16日（1451年8月12日）任
- 油小路隆夏 - 康正2年（1456年）任
- 冷泉為富 - 寛正4年3月22日（1463年4月10日）任
- 白川忠富 - 応仁2年（1468年）任
- 冷泉政為 - 延徳3年12月27日（1492年1月26日）任
- 冷泉為広 - 永正3年（1506年）11月任
- 甘露寺元長 - 永正16年9月27日（1519年10月20日）任
- 山科言綱 - 享禄3年1月20日（1530年2月17日）任
- 冷泉為和 - 天文10年3月1日（1541年3月28日）任
- 柳原資定 - 天文19年7月21日（1550年9月2日）任
- 冷泉為益 - 弘治2年7月12日（1556年8月16日）任
- 雅朝王 - 文禄4年6月6日（1595年7月12日）任
- 白川雅朝 - 慶長11年1月11日（1606年2月17日）任
- 藤谷為賢 - 寛永11年3月26日（1634年4月23日）任
- 倉橋泰吉 - 慶安2年2月4日（1649年3月16日）任
- 甘露寺方長 - 延宝3年3月18日（1675年4月12日）任
- 藤谷為茂 - 貞享2年10月24日（1685年11月20日）任
- 冷泉為経 - 正徳2年12月25日（1713年1月21日）任
- 油小路隆真 - 享保5年12月26日（1721年1月23日）任
- 冷泉為久 - 享保14年閏9月19日（1729年11月9日）任
- 飛鳥井雅香 - 寛保3年6月29日（1743年8月18日）任
- 冷泉宗家 - 延享4年12月26日（1748年1月26日）任
- 冷泉為村 - 宝暦7年11月25日（1758年1月4日）任
- 油小路隆前 - 明和6年12月18日（1770年1月14日）任
- 冷泉為泰 - 天明3年5月13日（1783年6月12日）任
- 飛鳥井雅威 - 寛政10年12月19日（1799年1月24日）任
- 冷泉為章 - 享和3年8月25日（1803年10月10日）任
- 冷泉為則 - 文化12年2月26日（1815年4月5日）任
- 冷泉為訓 - 文政4年12月19日（1822年1月11日）任
- 冷泉為則 - 文政7年6月4日（1824年6月30日）任
- 堤維長 - 嘉永2年6月11日（1849年7月30日）任
- 土御門晴雄 - 安政6年8月23日（1859年9月19日）任
- 穂波経度 - 明治元年12月19日（1869年1月31日）任

民部卿に任官した御三卿当主
- 徳川治済
- 徳川斉敦
- 徳川斉位
- 徳川慶壽

## 兵部卿の一覧
兵部省の長官である兵部卿を務めた人物の一覧。ただし、※印は武部卿（官職の唐風改称による）。
- 栗隈王 - 天武天皇4年3月16日（675年4月16日）任（兵政官長）
- 大伴安麻呂 - 大宝2年6月24日（702年7月23日）任
- 下毛野古麻呂 - 慶雲2年4月22日（705年5月19日）任
- 息長老 - 和銅元年3月13日（708年4月8日）任
- 大神安麻呂
- 阿倍首名 - 和銅8年5月22日（715年6月27日）任
- 藤原麻呂 - 天平3年（731年）3月任
- 藤原豊成 - 天平9年12月12日（738年1月6日）任
- 大伴牛養 - 天平16年（744年）任
- 石川加美 - 天平18年11月5日（746年12月21日）任
- 多治比広足 - 天平19年11月4日（747年12月10日）任
- 橘奈良麻呂
- 石川年足 - 天平勝宝9歳6月16日（757年7月6日）任
- 巨勢堺麻呂※
- 藤原乙麻呂※ - 天平宝字3年11月5日（759年11月28日）任
- 藤原巨勢麻呂※
- 藤原永手※ - 天平宝字7年1月9日（763年2月25日）任
- 和気王 - 天平宝字8年10月20日（764年11月17日）任
- 藤原宿奈麻呂
- 藤原蔵下麻呂 - 神護景雲4年9月16日（770年10月9日）任
- 藤原田麻呂 - 宝亀2年7月23日（771年9月6日）任
- 藤原継縄 - 宝亀5年9月4日（774年10月13日）任
- 藤原小黒麻呂 - 天応元年5月7日（781年6月3日）任
- 藤原家依 - 天応元年7月10日（781年8月4日）任
- 大中臣子老 - 延暦5年2月17日（786年3月21日）任
- 石川名足 - 延暦5年6月9日（786年7月9日）任
- 多治比長野 - 延暦7年7月25日（788年8月30日）任
- 大伴潔足 - 延暦9年3月26日（790年4月15日）任
- 大中臣諸魚 - 延暦13年2月25日（794年3月30日）任
- 和家麻呂 - 延暦16年（797年）7月任
- 藤原乙叡 - 延暦18年4月11日（799年5月20日）任
- 大伴親王 - 延暦22年5月17日（803年6月9日）任
- 藤原乙叡 - 大同元年4月21日（806年5月12日）任
- 坂上田村麻呂 - 大同2年11月16日（807年12月18日）任
- 藤原縄主 - 弘仁3年1月12日（812年2月27日）任
- 文室綿麻呂 - 弘仁8年11月18日（817年12月29日）任
- 葛井親王 - 弘仁10年（819年）任
- 藤原綱継 - 天長3年9月13日（826年10月17日）任
- 藤原三守 - 天長5年閏3月9日（828年4月26日）任
- 源常 - 天長7年（830年）任
- 阿保親王 - 承和4年6月23日（837年7月28日）任
- 忠良親王 - 承和7年3月5日（840年4月10日）任
- 本康親王 - 貞観5年2月10日（863年3月3日）任
- 惟恒親王 - 元慶8年3月9日（884年4月8日）任
- 斉世親王
- 貞保親王
- 敦固親王
- 克明親王 - 延長5年4月22日（927年5月25日）任
- 元良親王
- 元長親王
- 有明親王 - 天徳2年（958年）？任
- 章明親王 - 応和元年（961年）？任
- 広平親王
- 致平親王 - 天禄2年12月15日（972年1月4日）任
- 具平親王
- 永平親王
- 藤原佐理 - 永祚2年1月29日（990年2月27日）任
- 藤原高遠 - 正暦3年8月23日（992年9月22日）任
- 藤原佐理 - 長徳4年1月25日（998年2月24日）任
- 藤原隆家 - 長徳4年10月23日（998年11月14日）任
- 藤原行成 - 寛弘元年8月29日（1004年9月16日）任
- 藤原忠輔 - 寛弘5年10月30日（1008年11月30日）任
- 敦平親王 - 長和2年6月23日（1013年8月2日）任
- 昭登親王
- 源経頼 - 長暦元年11月5日（1037年12月14日）任
- 藤原重尹 - 長久2年4月7日（1041年5月9日）任
- 藤原定頼 - 長久4年9月19日（1043年10月24日）任
- 藤原行経 - 永承5年2月6日（1050年3月1日）任
- 源資通 - 天喜6年1月30日（1058年2月25日）任
- 藤原長房 - 延久4年2月1日（1072年2月22日）任
- 藤原資信 - 保元2年1月24日（1157年3月6日）任
- 平清盛 - 長寛3年1月23日（1165年3月7日）任
- 藤原俊通 - 仁安2年1月30日（1167年2月21日）任
- 平信範 - 承安3年1月21日（1173年3月6日）任
- 平基親 - 建久元年10月27日（1190年11月26日）任
- 仲資王 - 建永2年1月18日（1207年2月16日）任
- 藤原季能 - 承元元年10月29日（1207年11月20日）任
- 藤原家宗 - 承元5年1月18日（1211年2月3日）任
- 藤原成家 - 建暦元年10月12日（1211年11月18日）任
- 藤原忠行 - 建保3年4月11日（1215年5月11日）任
- 菅原在高 - 承久元年10月2日（1219年11月10日）任
- 藤原経賢 - 嘉禄2年1月23日（1226年2月21日）任
- 藤原成実 - 寛喜3年3月25日（1231年4月28日）任
- 源有教 - 嘉禎2年7月20日（1236年8月23日）任
- 藤原実隆 - 建長4年12月4日（1253年1月5日）任
- 平時仲 - 康元元年（1256年）？任
- 四条隆親 - 文永元年9月20日（1264年10月11日）任
- 二条良教 - 弘安3年3月28日（1280年4月28日）任
- 日野資宣 - 弘安8年3月8日（1285年4月14日）任
- 吉田経長 - 弘安9年閏12月16日（1287年1月31日）任
- 藤原康能 - 弘安11年2月10日（1288年3月13日）任
- 高辻清長 - 正応3年6月18日（1290年7月25日）任
- 飛鳥井雅有 - 永仁3年4月4日（1295年5月19日）任
- 藤原光泰 - 永仁3年8月5日（1295年9月15日）任
- 藤原兼行 - 永仁5年6月7日（1297年6月27日）任
- 守良親王
- 花山院師信 - 徳治3年1月5日（1308年1月28日）任
- 藤原公頼 - 延慶元年12月10日（1309年1月21日）任
- 綾小路経賢 - 延慶3年2月8日（1310年3月9日）任
- 藤原嗣実 - 延慶3年12月11日（1311年1月1日）任
- 坊城定資 - 正和元年5月28日（1312年7月3日）任
- 楊梅兼高 - 正和4年7月21日（1315年8月21日）任
- 壬生雅康 - 文保元年2月5日（1317年3月18日）任
- 近衛実香 - 元亨2年1月26日（1322年2月12日）任
- 日野俊光 - 元亨3年6月16日（1323年7月19日）任
- 鷹司宗嗣 - 正中2年8月1日（1325年9月8日）任
- 小倉実教 - 正中3年3月8日（1326年4月11日）任
- 邦省親王 - 嘉暦元年11月4日（1326年11月29日）任
- 三条公明 - 正慶元年11月10日（1332年11月28日）任
- 護良親王 - 元弘3年6月13日（1333年7月25日）？任
- 二条道平 - 建武元年12月17日（1335年1月12日）任
- 西園寺公宗 - 建武2年4月7日（1335年4月30日）任
- 二条師基 - 延元元年3月2日（1336年4月13日）任
- 粟田口忠輔 - 建武4年7月20日（1337年8月16日）任
- 熙明親王
- 一条実益 - 貞和4年12月30日（1349年1月19日）任
- 佐々木野守賢 - 文和2年12月26日（1354年1月21日）任
- 九条隆朝 - 文和3年10月22日（1354年11月7日）任
- 楊梅兼親 - 延文3年3月30日（1358年5月8日）任
- 邦世親王 - 延文4年3月25日（1359年4月23日）任
- 東坊城長綱 - 永和元年10月2日（1375年10月27日）任
- 高倉永季 - 至徳元年3月23日（1384年4月14日）任
  - 興良親王（南朝）
  - 師成親王（南朝）
  - 良成親王（南朝）
- 高倉永行 - 応永5年5月24日（1398年7月8日）任
- 楊梅兼邦 - 応永12年5月18日（1405年6月14日）任
- 冷泉範定 - 応永16年7月23日（1409年9月2日）任
- 五条長敏 - 応永19年1月28日（1412年3月11日）任
- 高倉永俊 - 応永24年3月26日（1417年4月13日）任
- 法性寺親信 - 永享2年3月30日（1430年4月22日）任
- 冷泉永基 - 嘉吉2年3月28日（1442年5月8日）任
- 白川定兼 - 宝徳3年4月11日（1451年5月11日）任
- 鷲尾隆遠 - 宝徳4年2月14日（1452年3月5日）任
- 冷泉永親
- 阿野季遠 - 長禄4年9月3日（1460年9月17日）任
- 松木宗綱 - 文明2年（1470年）9月任
- 滋野井教国 - 明応2年3月25日（1493年4月11日）任
- 田向重治 - 永正4年2月16日（1507年3月29日）任
- 河鰭実治 - 大永2年3月29日（1522年4月25日）任
- 広橋兼秀 - 天文15年3月24日（1546年4月24日）任
- 大内義隆 - 天文16年3月19日（1547年4月9日）任
- 五条為康 - 天文24年3月4日（1555年3月26日）任
- 雅朝王 - 文禄4年12月20日（1596年1月19日）任
- 伏見宮貞清親王 - 慶長16年1月18日（1611年3月2日）任
- 有栖川宮幸仁親王 - 寛文10年11月21日（1671年1月2日）任
- 京極宮文仁親王 - 元禄10年5月16日（1697年7月4日）任
- 伏見宮貞建親王 - 正徳5年10月2日（1715年10月28日）任
- 伏見宮邦忠親王 - 宝暦5年3月7日（1755年4月18日）任
- 広橋勝胤 - 宝暦9年12月1日（1760年1月18日）任
- 有栖川宮織仁親王 - 宝暦14年3月18日（1764年4月18日）任
- 土御門泰邦 - 明和8年1月16日（1771年3月2日）任
- 伏見宮邦頼親王 - 安永4年2月29日（1775年3月30日）任
- 伏見宮貞敬親王 - 享和4年1月27日（1804年3月8日）任
- 伏見宮貞教親王 - 嘉永元年4月28日（1848年5月30日）任
- 小松宮彰仁親王 - 慶応4年3月17日（1868年4月9日）任

兵部卿に任官した御三卿当主
- 徳川斉礼

## 刑部卿の一覧
刑部省の長官である刑部卿を務めた人物の一覧。
- 源直 - 仁和5年2月28日（889年4月2日） – 寛平2年（890年）

以下の表は「公卿補任」『国史大系』第9巻～10巻　経済雑誌社によった。
| 名               | 就任             | 位階     | 辞任             |
| ---------------- | ---------------- | -------- | ---------------- |
| 文室大市         |                  |          |                  |
| 百済王敬福       |                  |          | 天平神護2年      |
| 藤原浜成         | 宝亀2年閏3月     | 従四位下 | 宝亀3年以降      |
| 藤原浜成         | 宝亀5年3月       | 正四位下 | 宝亀10年         |
| 藤原乙縄         | 宝亀10年         | 従四位上 | 天応元年6月6日   |
| 多治比長野       | 延暦2年6月21日   | 従四位下 |                  |
| 藤原内麻呂       | 延暦11年6月      | 従四位下 | 延暦15年以降     |
| 石川真守         | 延暦16年3月11日  | 正四位上 | 延暦17年4月15日  |
| 坂上田村麻呂     | 延暦22年7月      | 従三位   |                  |
| 藤原葛野麻呂     | 延暦24年1月      | 従四位上 | 大同元年以降     |
| 菅野真道         | 大同2年6月8日    | 正四位上 |                  |
| 藤原緒嗣         | 大同3年3月       | 正四位下 |                  |
| 吉備泉           | 大同3年6月28日   | 従四位上 | 光仁5年          |
| 春原五百枝       | 光仁14年9月27日  | 従三位   | 天長9年          |
| 橘氏公           | 天長2年1月11日   | 正四位下 |                  |
| 藤原三守         | 天長3年7月15日   | 正三位   | 天長4年以降      |
| 藤原真夏         | 天長5年          | 従三位   | 天長7年          |
| 南淵弘貞         | 天長7年5月5日    | 正四位下 | 天長10年9月18日  |
| 源弘             | 承和2年5月20日   | 正四位下 |                  |
| 安倍安仁         | 承和5年8月5日    | 従四位下 | 承和8年以降      |
| 源明             | 承和13年1月13日  | 正四位下 | 嘉祥3年          |
| 正躬王           | 貞観5年2月10日   | 正四位下 | 貞観5年5月1日    |
| 菅原是善         | 貞観6年3月       | 従四位上 | 貞観16年以降     |
| 菅原是善         | 貞観19年1月15日  | 正四位下 | 元慶4年8月30日   |
| 忠貞王           | 元慶5年2月15日   | 正四位下 | 元慶8年8月27日   |
| 源直             | 仁和5年2月28日   | 正四位上 |                  |
| 源湛             | 寛平9年5月25日   | 従四位上 | 延喜8年以降      |
| 藤原玄上         | 延喜19年6月3日   | 従四位上 | 承平3年1月21日   |
| 藤原伊衡         | 承平6年5月22日   | 正四位下 | 承平7年3月8日    |
| 藤原顕忠         | 天慶元年12月24日 | 従四位上 | 天慶2年以降      |
| 源顕仲           |                  |          | 康和4年以降      |
| 藤原雅教         | 仁平3年3月28日   | 従四位下 |                  |
| 藤原範兼         | 応保2年7月17日   | 正四位下 | 永万元年         |
| 藤原重家         | 永万元年7月22日  | 正四位下 | 承安元年         |
| 難波頼輔         | 嘉応2年12月30日  | 従四位上 | 元暦2年6月10日   |
| 難波頼経         | 元暦2年6月10日   |          |                  |
| 源宗雅           | 文治2年12月15日  | 従四位上 | 建仁3年10月27日  |
| 源顕兼           | 建仁3年10月27日  | 正四位下 | 承元2年12月9日   |
| 難波宗長         | 承元2年12月9日   | 従四位上 | 嘉禄元年         |
| 菅原淳高         | 嘉禄元年12月22日 | 正四位下 | 建長2年5月24日   |
| 難波宗教         | 建長5年以前      |          | 文永6年7月19日   |
| 藤原基長         | 弘安2年12月12日  | 正四位下 | 弘安6年以前      |
| 五条長経         | 弘安9年9月2日    | 従四位上 | 弘安10年1月13日  |
| 藤原隆博         | 弘安10年1月13日  | 正三位   | 正応3年以降      |
| 藤原済氏         | 永仁2年4月13日   | 正四位下 |                  |
| 平仲親           | 永仁3年6月13日   | 従四位下 |                  |
| 菅原在兼         | 永仁5年12月17日  | 正四位下 | 永仁6年11月2日   |
| 藤原為信         | 正安2年11月2日   | 正四位下 |                  |
| 菅原在輔         | 嘉元元年6月6日   | 従三位   |                  |
| 綾小路信有       | 嘉元3年12月30日  | 正三位   | 徳治元年2月5日   |
| 藤原実任         | 徳治元年2月5日   | 正四位下 | 徳治元年12月30日 |
| 橘知尚           | 徳治元年12月30日 | 従四位上 | 徳治3年3月4日    |
| 藤原範雄         | 徳治3年8月13日   | 正四位下 | 延慶2年2月19日   |
| 楊梅盛親         | 延慶2年12月26日  | 従四位下 | 延慶3年4月7日    |
| 藤原俊範         | 応長元年8月7日   | 従四位上 | 正和2年4月10日   |
| 日野種範         |                  |          | 文保2年以前      |
| 菅原在仲         |                  |          | 元亨元年以前     |
| 藤原実任         | 元亨2年2月11日   | 正三位   | 元亨3年以降      |
| 平惟継           | 正中2年1月29日   | 正三位   | 元徳元年以降     |
| 平惟継           | 元徳2年3月22日   | 従二位   | 正慶元年10月25日 |
| 正親町三条公躬   | 正慶元年10月25日 | 従二位   |                  |
| 平惟継           |                  | 正二位   | 正慶2年5月17日   |
| 久我長通         | 建武元年12月17日 | 従一位   | 建武4年7月20日   |
| 正親町三条公躬   | 建武4年7月20日   | 正三位   | 暦応3年4月26日   |
| 正親町三条公躬   | 暦応3年7月19日   | 正三位   | 暦応5年          |
| 藤原房範         | 暦応5年1月10日   | 正四位下 | 康永2年1月28日   |
| 藤原（山井）言範 | 貞和3年3月29日   | 正四位下 | 貞和5年11月25日  |
| 橘如任           |                  | 従四位上 | 観応2年3月28日   |
| 東坊城長綱       | 延文3年以前      |          | 康安元年3月27日  |
| 橘以繁           |                  |          | 応安7年以前      |
| 平棟有           |                  |          | 永和2年以前      |
| 丹波長世         |                  |          | 明徳3年以前      |
| 安倍有世         | 嘉慶2年以前      | 従三位   | 応永12年1月29日  |
| 賀茂在弘         | 応永20年2月9日   | 従三位   | 応永21年7月8日   |
| 和気明成         |                  |          | 応永24年以前     |
| 大中臣師盛       | 応永24年9月9日   | 正三位   | 応永31年6月14日  |
| 藤原為季         |                  |          | 宝徳3年以前      |
| 丹波盛長         | 宝徳3年以前      |          | 享徳3年以降      |
| 西川房任         | 長禄元年以前     | 従三位   | 長禄2年6月20日   |
| 世尊寺行季       | 永正12年以前     | 従三位   | 永正13年6月24日  |
| 和気親就         | 永正14年         | 従三位   | 大永6年4月       |
| 勘解由小路在康   | 享禄5年2月18日   | 従四位上 | 天文6年以前      |
| 錦小路盛直       | 天文5年5月       | 正四位下 | 天文17年1月      |
| 土御門有脩       | 永禄11年1月5日   | 正四位下 | 天正4年又は5年   |
| 竹内長治         | 天正7年1月7日    | 従三位   | 天正14年7月7日   |
| 竹内孝治         | 寛永11年1月11日  | 従三位   | 明暦3年11月20日  |
| 舟橋相賢         | 万治3年12月24日  | 従三位   | 天和3年以降      |
| 竹内惟庸         | 貞享2年9月23日   | 従三位   | 元禄8年12月23日  |
| 舟橋弘賢         | 元禄16年12月28日 | 従三位   | 寛永2年12月18日  |
| 富小路貞維       | 寛永3年12月25日  | 正四位下 | 正徳元年5月9日   |
| 水無瀬氏孝       | 正徳元年8月16日  | 従三位   | 享保2年11月12日  |
| 石野基顕         | 享保2年11月25日  | 正三位   | 享保3年5月7日    |
| 外山光和         | 享保3年6月4日    | 正三位   | 享保18年4月1日   |
| 萩原兼武         | 享保18年5月7日   | 従三位   | 宝暦2年6月14日   |
| 堤代長           | 宝暦2年7月13日   | 従三位   | 明和元年9月25日  |
| 富小路総直       | 明和元年10月2日  | 正三位   | 安永5年9月7日    |
| 萩原兼幹（員幹） | 安永5年9月22日   | 従三位   | 天明7年8月16日   |
| 高倉永範         | 天明7年8月28日   | 正三位   | 寛政元年5月22日  |
| 萩原員幹         | 寛政元年5月22日  | 正三位   | 寛政2年12月18日  |
| 大原重尹         | 寛政3年1月25日   | 正三位   | 寛政12年8月28日  |
| 町尻量聡         | 寛政12年9月20日  | 従三位   | 文化2年7月29日   |
| 富小路貞直       | 文化2年8月23日   | 正三位   | 文化9年11月27日  |
| 倉橋泰行         | 文化9年12月19日  | 従三位   | 天保13年12月5日  |
| 長谷信好         | 弘化2年2月18日   | 正三位   | 嘉永3年11月19日  |
| 萩原員光         | 嘉永4年1月18日   | 従三位   | 慶応3年3月17日   |
| 錦織久隆         | 慶応3年3月28日   | 正三位   |                  |

刑部卿に任官した御三卿当主
- 徳川宗尹
- 徳川慶昌
- 徳川慶喜

## 大蔵卿の一覧
大蔵省の長官である大蔵卿を務めた人物の一覧。
- 広瀬王：和銅元年（708年）任官
- 鈴鹿王：任官時期不詳（729年〜731年?）
- 大原桜井：任官時期不詳（730年〜744年?）
- 大原門部：任官時期不詳（744年〜745年?）
- 三原王：天平18年（746年） 3月任官
- 文室大市：天平勝宝6年（754年） 7月任官
- 塩焼王：天平勝宝9年（757年） 6月任官
- 和気王：天平宝字9年（761年） 10月節部卿任官
- 藤原魚名：神護景雲2年（768年）任官、参議兼務。
- 藤原継縄：宝亀3年（772年） 任官、参議等兼務。
- 神王：宝亀8年（777年） 10月任官。
- 石川豊人：延暦7年（788年） 3月任官、中宮大夫・武蔵守兼務。
- 佐伯真守：延暦10年（791年） 7月任官
- 粟田鷹守：延暦18年（799年） 2月任官
- 藤原園人：延暦20年（801年） 7月任官
- 葛原親王：延暦25年（806年） 5月任官
- 文室綿麻呂：大同5年（810年）任官、陸奥出羽按察使兼務。
- 多治比今麻呂：弘仁5年（814年） 正月任官
- 藤原浄本：天長年間（830年頃？）任官。
- 平高棟：天長7年（830年）任官、承和9年（842年）再任。
- 安倍安仁：承和9年（842年） 正月任官
- 高枝王：仁寿4年（854年） 正月任官
- 源生：貞観2年（860年） 2月任官
- 源能有：貞観11年（869年） 2月任官
- 基兄王：貞観年間（870年頃？）
- 源定有：元慶6年（882年） 6月任官
- 源旧鑑：任官時期不詳（886年〜908年）
- 源国紀：任官時期不詳（886年〜909年）
- 源貞恒：寛平6年（894年） 12月任官、参議兼務。
- 平惟範：寛平9年（897年） 5月任官
- 源清蔭：延喜7年（907年） 正月任官
- 源高明：承平5年（935年） 2月任官
- 伴保平：天慶4年（941年） 正月任官、参議兼務。
- 藤原文範：康保4年（967年）10月任官、参議兼務。
- 源重信：安和3年（970年） 正月任官
- 藤原遠量：天禄4年（973年）任官
- 源泰清：永観2年（984年）任官
- 源時中：寛和2年（986年） 正月任官
- 藤原時光：永延元年（987年） 7月任官、参議他兼務。
- 藤原正光：長徳4年（998年）6月任官
- 藤原隆家：治安3年（1023年）任官
- 源隆国：長暦元年（1037年）11月任官、参議他兼務。
- 藤原隆佐：治暦3年（1067年）6月任官
- 藤原長房：永保2年（1082年）6月任官
- 源道良：寛治8年（1094年）任官
- 大江匡房：天永2年（1111年）任官
- 藤原為房：天永3年（1112年）任官、参議兼務。
- 藤原長忠：永久3年（1115年）任官、参議他兼務。
- 源師隆：大治2年（1129年）任官
- 源行宗：保延4年（1138年）任官
- 藤原通基 (持明院通基)：永治から久安年間（1140年年代）
- 藤原忠隆：久安4年（1148年）任官
- 源師行：久安5年（1152年10月任官
- 一条長成：保元2年（1157年）任官
- 高階泰経：治承2年（1178年）11月任官
- 藤原雅隆：治承3年（1179年）11月任官
- 藤原宗頼：文治元年（1185年）12月任官
- 藤原有家：建仁2年（1202年）任官
- 菅原為長：建保3年（1215年）任官
- 源雅具：宝治2年（1248年）任官
- 菅原在嗣：正応年間（1293年頃）任官
- 坊門清忠：建武元年（1334年）任官、信濃権守・右大弁兼務。
- 三条公明：建武元年（1334年）12月任官、大判事兼務。
- 坊門親忠：興国5年/康永3年（1344年）頃。
- 広橋兼綱：観応3年（1352年）8月兼蔵人頭。
- 東坊城長遠：応永19年（1412年）1月任官
- 五条為清：永享9年（1437年）任官
- 清原業忠：長禄元年（1457年）任官
- 持明院基規
- 清原国賢：慶長6年（1601年）任官
- 高辻遂長：寛永年間（1634年頃）
- 伏原宣幸

大蔵卿に任官した御三卿当主
- 徳川治察

## 宮内卿の一覧
宮内省の長官である宮内卿を務めた人物の一覧。
| 人名           | 任卿時の位階 | 任卿日期                                                                     | 任卿時の年齢 | 任卿時の本官・兼官           | 出典 |
| -------------- | ------------ | ---------------------------------------------------------------------------- | ------------ | ---------------------------- | --- |
| 犬上王         | 正四位下     | 和銅1年（708年）3月13日 - ？                                                 |              |                              | 『続日本紀』 |
| 長屋王         | 従三位       | 和銅2年（709年）11月2日 - 和銅3年（710年）4月23日                            | 27           |                              | 『公卿補任』 |
| 多治比水守     | 従四位下     | 和銅3年（710年）4月23日 - 和銅4年（711年）4月15日                            |              |                              | 『続日本紀』 |
| 阿倍広庭       | 従四位上     | 霊亀1年（715年）5月22日 - ？                                                 |              |                              | 『続日本紀』 |
| 高田王         | 従四位下     | ？ - 天平7年（735年）閏11月8日                                               |              |                              | 『続日本紀』 |
| 石川王         | 従四位下     | 天平8年（736年）11月19日 - ？（天平14年8月2日在任）                          |              |                              | 『続日本紀』 |
| 某王           | 従四位上     | ？（天平17年4月22日在任） - ？                                               |              |                              | 『正倉院文書』 |
| 百済王敬福     | 従三位       | 天平勝宝2年（750年）5月14日 - ？                                             |              |                              | 『続日本紀』 |
| 藤原魚名       | 従四位下     | 天平宝字8年（764年）9月25日 - ？                                             |              |                              | 『続日本紀』 |
| 阿倍毛人       | 従四位下     | ？（神護景雲1年8月21日在任） - ？                                            |              | 造東大寺次官                 | 『続日本紀』 |
| 石川豊成       | 従三位       | 神護景雲2年（768年）11月13日 - 宝亀3年（772年）9月8日                        |              | 参議                         | 『公卿補任』 |
| 藤原継縄       | 従三位       | 宝亀3年（772年）11月1日 - 宝亀5年（774年）9月4日                             | 46           | 参議                         | 『公卿補任』、『続日本紀』 |
| 大伴伯麻呂     | 従四位下     | 宝亀5年（774年）9月4日 - 宝亀11年（780年）2月9日                             | 57           |                              | 『続日本紀』 |
| 藤原雄依       | 従四位下     | 宝亀11年（780年）2月9日 - ？                                                 |              |                              | 『続日本紀』 |
| 大中臣子老     | 従四位上     | 延暦4年（785年） 5月20日 - ？                                                |              | 神祇伯                       | 『続日本紀』 |
| 石川垣守       | 従四位上     | 延暦4年（785年）7月6日 - 延暦5年（786年） 5月5日（延暦4年4月29日見任）       |              | 武蔵守                       | 『続日本紀』 |
| 大中臣子老     | 正四位下     | 延暦5年（786年）6月9日 - 延暦8年（789年） 1月25日                            |              | 神祇伯                       | 『続日本紀』 |
| 石上家成       | 従四位下     | 延暦8年（789年） 3月16日 - ？（延暦18年11月11日在任）                        | 68           |                              | 『続日本紀』、『正倉院文書』、『日本後紀』 |
| 藤原園人       | 従四位上     | 大同元年（806年） 2月16日 - ？ （大同3年5月19日在任）                        | 51           | 相模守                       | 『日本後紀』 |
| 藤原世嗣       | 従五位下     | 大同3年（808年） 5月21日 - ？                                                | 30           | 侍従                         | 『日本後紀』 |
| 菅野真道       | 従三位       | 大同4年（809年）6月6日 - 弘仁5年（814年） 6月29日                            | 67           | 左大弁・東海道観察使         | 『公卿補任』 |
| 藤原雄友       | 正三位       | 弘仁2年（811年） 4月5日 - 弘仁2年4月23日                                     | 59           |                              | 『日本後紀』 |
| 春原五百枝     | 従四位上     | 弘仁2年（811年） 5月14日 - ？                                                | 52           |                              | 『日本後紀』 |
| 藤原緒嗣       | 正四位下     | 弘仁5年（814年） 8月28日 - 弘仁9年（818年） 6月5日（弘仁8年5月21日在任）     | 41           | 参議・近江守                 | 『日本後紀』、『公卿補任』 |
| 多治比今麻呂   | 従四位下     | 弘仁9年（818年） 6月5日 - ？                                                 | 66           | 摂津守                       | 『公卿補任』 |
| 藤原貞嗣       | 従三位       | （弘仁11年4月21日在任）弘仁12年（821年）1月10日 -弘仁15年（824年）1月4日     | 63           | 中納言                       | 『類聚三代格』、『公卿補任』 |
| 藤原道雄       | 従四位上     | 弘仁14年（823年）5月14日 - 弘仁14年（823年） 9月22日                         | 53           | 参議                         | 『日本後紀』、『公卿補任』 |
| 藤原三守       | 正三位       | 天長元年（824年） 12月16日 - 天長3年（830年） 7月15日                        | 40           |                              | 『公卿補任』 |
| 橘氏公         | 正四位下     | 天長3年（826年） 7月15日 - ？                                                | 44           |                              | 『公卿補任』 |
| 南淵弘貞       | 従四位上     | 天長6年（829年） 1月13日 - 天長7年（830年） 5月5日                           | 53           | 参議・式部大輔・下野守       | 『公卿補任』 |
| 源弘           | 従四位上     | 天長7年（830年） 8月5日 - 承和2年（835年）5月20日                            | 19           |                              | 『日本後紀』、『公卿補任』、『続日本後紀』 |
| 安倍吉人       | 正四位下     | ？ - 承和3年（836年） 5月15日                                                |              |                              | 『続日本後紀』 |
| 阿保親王       | 三位         | 承和3年（836年） 5月15日 - 承和4年（837年） 6月23日                          | 45           | 上野太守                     | 『続日本後紀』 |
| 百済王勝義     | 従四位上     | 承和4年（837年） 6月23日 - ？（承和9年1月13日在任）                          |              | 相模守                       | 『公卿補任』、『続日本後紀』 |
| 滋野貞主       | 従四位上     | 嘉祥2年（849年） 9月26日 - 仁寿2年（852年） 2月8日                           | 65           | 参議・尾張守                 | 『公卿補任』、『続日本後紀』、『日本文徳天皇実録』                                                                                                   |
| 源多           | 従四位上     | 仁寿2年（852年）2月 - 天安元年（857年） 6月19日                              | 22           | 阿波守                       | 『公卿補任』、『日本文徳天皇実録』 |
| 高枝王         | 従三位       | 天安元年（857年） 6月19日 - 天安2年（858年） 5月15日                         | 56           |                              | 『公卿補任』、『日本文徳天皇実録』 |
| 源勤           | 従四位上     | 天安2年（858年） 7月5日 - ？（天安2年9月14日在任）                           |              |                              | 『日本文徳天皇実録』、『日本三代実録』 |
| 豊江王         | 正四位下     | 天安2年（858年）11月25日 - 貞観4年（862年） 日付不詳                         |              | 下野守                       | 『日本三代実録』 |
| 源寛           | 正四位下     | 貞観5年（863年） 2月10日 - ？（貞観6年1月16日在任）                          |              |                              | 『日本三代実録』 |
| 茂世王         | 従四位上     | 貞観11年（869年） 12月8日 - ？                                               |              | 大宰大弐                     | 『日本三代実録』 |
| 源冷           | 正四位下     | 貞観15年（873年） 1月13日 - 元慶元年（877年） 10月18日                       | 39           |                              | 『日本三代実録』、『公卿補任』 |
| 源覚           | 従四位上     | 元慶元年（877年） 10月18日 - 元慶3年（879年）10月20日                        | 29           | 美濃守                       | 『日本三代実録』 |
| 忠貞王         | 正四位下     | 元慶4年（880年） 2月21日 - ？                                                | 61           |                              | 『公卿補任』 |
| 源興基         | 正四位下     | 寛平3年（891年）4月11日 - 寛平3年（891年）9月10日                            | 47           | 参議                         | 『日本紀略』、『一代要記』、『公卿補任』、『日本三代実錄』、『尊卑分脈』                                                                             |
| 十世王         | 従四位上     | 寛平3年（891年） 12月6日 - 延喜16年（916年） 7月3日                          | 59           | 中務大輔                     | 『西宮記』、『公卿補任』 |
| 三善清行       | 従四位上     | 延喜17年（917年） 5月20日 - 延喜18年（918年） 12月7日                        | 74           | 参議                         | 『日本紀略』、『小右記』、『公卿補任』 |
| 橘良殖         | 従四位上     | 延喜19年（919年） 6月3日 - 延喜20年（920年）2月28日                          | 56           | 参議                         | 『日本紀略』、『公卿補任』 |
| 良岑衆樹       | 従四位上     | ？ - 延喜20年（920年）9月24日                                                |              | 参議                         | 『日本紀略』、『公卿補任』 |
| 源悦           | 従四位上     | 延喜20年（920年） 9月22日 - 延喜21年（921年） 1月30日                        |              | 参議・修理大夫・伊勢守       | 『公卿補任』 |
| 兼覧王         | 正四位下     | 延長3年（925年） 6月 - 承平2年（932年） 日付不詳                             |              |                              | 『古今和歌集目録』 |
| 藤原兼平       |              | ？ - 承平5年（935年）7月28日                                                 |              |                              | 『日本紀略』、『尊卑分脈』、『大鏡』 |
| 紀淑光         | 従三位       | 天慶2年（939年） 8月27日 - 天慶2年（939年）9月11日                           | 71           | 参議・左大弁                 | 『弁官補任』、『公卿補任』 |
| 藤原元名       | 従四位上     | 天徳4年（960年） 9月21日 - 康保元年（964年） 2月23日                         | 76           | 参議・讚岐守                 | 『日本紀略』、『西宮記』、『公卿補任』 |
| 源重光         | 従四位上     | 康保元年（964年）7月29日 - 安和元年（968年）10月23日                         | 42           | 参議・備中権守               | 『公卿補任』 |
| 藤原兼通       | 正四位下     | 安和2年（969年）閏5月21日 - 天禄3年（972年）閏2月29日                        | 45           | 参議                         | 『公卿補任』 |
| 藤原守義       | 従四位上     | 天禄4年（973年） 3月20日 - 天延2年（974年） 1月29日                          | 78           | 参議                         | 『公卿補任』 |
| 高階良臣       | 従四位下     | ？ - 天元3年（980年）7月5日                                                  |              |                              | 『日本往生極楽伝』、『扶桑略記』、『尊卑分脈』、『元亨釈書』、『今昔物語集』                                                                         |
| 源尊光         | 従四位下     | ？ - 長保4年（1002年）3月12日                                                |              |                              | 『権記』 |
| 源道方         | 従四位上     | 長保4年（1002年） 9月 - 長元8年（1035年） 10月16日                           | 35           | 権左中弁                     | 『公卿補任』、『小右記』、『御堂関白記』、『権記』、『左経記』                                                                                       |
| 源経長         | 正四位下     | 長久3年（1042年）10月27日 - 延久元年（1069年）7月3日                         | 38           | 左中弁・蔵人頭               | 『公卿補任』、『土右記』、『春記』 |
| 藤原憲輔       | 正四位下     | 治暦4年（1068年）在任                                                        |              | 近江守                       | 『勧修寺旧記』、『尊卑分脈』 |
| 源高房         | 正四位下     | 時期不詳                                                                     |              | 内蔵頭                       | 『尊卑分脈』 |
| 藤原公定       | 正四位下     | 永保3年（1083年） 2月1日 - ？（寛治4年11月20日在任）                         | 35           | 春宮権亮・蔵人頭             | 『公卿補任』、『後二条師通記』、『本朝世紀』 |
| 藤原師仲       | 従四位上     | ？（寛治6年2月7日在任） - 寛治7年（1093年）4月                               |              |                              | 『尊卑分脈』、『中右記』 |
| 源家賢         | 正二位       | 寛治8年（1094年）正月 - 嘉保2年（1095年）8月                                 | 47           | 権中納言・左衛門督           | 『公卿補任』 |
| 藤原家通       |              | ？ - 永久4年（1116年）1月25日                                                |              |                              | 『尊卑分脈』 |
| 源重資         | 正三位       | 永久5年（1117年） 1月19日 - 永久5年（1117年） 12月30日                       | 73           | 権中納言                     | 『公卿補任』 |
| 藤原忠長       |              | ？（元永1年閏9月22日在任） - ？（大治4年7月15日在任）                        |              |                              | 『殿暦』、『中右記』、『長秋記』、『尊卑分脈』 |
| 源有賢         | 正四位下     | 天承2年（1132年） 7月8日 - 保延5年（1139年）4月25日                          | 63           |                              | 『公卿補任』 |
| 源時俊         | 正四位下     | ？（永治1年12月20日在任） - ？（久安5年12月19日在任）                        |              |                              | 『天祚禮祀職掌錄』、『仙洞御移徙部類記』、『本朝世紀』                                                                                               |
| 源資賢         | 正四位下     | 保元2年（1157年）1月24日 - 保元3年（1158年）3月13日                          | 45           |                              | 『公卿補任』 |
| 藤原師綱       | 正四位下     | 保元3年（1158年）5月6日 - 仁安3年（1168年）7月3日                            |              |                              | 『兵範記』 |
| 藤原成頼       | 正三位       | 仁安3年（1168年）8月12日 - 仁安3年（1168年）12月13日                         | 33           | 越後権守                     | 『公卿補任』 |
| 藤原永範       | 従三位       | 仁安4年（1169年）4月16日 - 治承4年（1180年）10月11日                         | 68           | 式部大輔                     | 『公卿補任』、『兵範記』、『山槐記』 |
| 藤原信行       | 正四位上     | 養和1年（1181年）11月28日 - 寿永1年（1182年）12月10日                        |              |                              | 『吉記』、『公卿補任』 |
| 藤原経家       | 正四位上     | 寿永1年（1182年）12月10日 - 元暦2年（1185年）6月10日                         | 34           | 中務権大輔                   | 『公卿補任』、『玉葉』 |
| 藤原季経       | 正四位下     | 元暦2年（1185年）6月10日 - 文治5年（1189年）11月13日                         | 55           | 中宮亮                       | 『公卿補任』、『玉葉』 |
| 源家俊         | 従四位上     | 文治5年（1189年）11月13日 - 元久3年（1206年）1月13日                         | 35           |                              | 『公卿補任』、『猪隈関白記』 |
| 藤原家隆       | 従四位上     | 元久3年（1206年）1月13日 - 承久2年（1220年）3月22日                          | 49           |                              | 『公卿補任』、『明月記』 |
| 平経高         | 正四位下     | 承久2年（1220年）3月22日 - 嘉禄2年（1226年）1月23日                          | 41           | 蔵人頭                       | 『公卿補任』、『明月記』 |
| 藤原成実       | 正四位下     | 嘉禄2年（1226年）1月23日 - 寛喜3年（1231年）3月25日                          | 36           |                              | 『公卿補任』、『民経記』 |
| 四条隆綱       | 正四位下     | 寛喜3年（1231年）3月25日 - 貞永1年（1232年）1月30日                          | 43           | 内蔵頭                       | 『公卿補任』、『民経記』 |
| 平業光         | 正四位下     | ？（貞永1年12月5日在任） - ？（嘉禎3年2月8日在任）                           |              |                              | 『岡屋関白記』、『勧修寺家文書』 |
| 藤原経季       | 正四位下     | ？（暦仁1年閏2月27日在任） - 仁治1年（1240年）12月18日                       |              |                              | 『公卿補任』 |
| 藤原顕嗣       | 従四位下     | 仁治2年（1241年）2月1日 - 宝治1年（1247年）12月8日                           |              | 勘解由次官                   | 『職事補任』、『一代要記』 |
| 平兼親         |              | 宝治1年（1247年）12月8日 - 建長4年（1253年）12月8日                          |              |                              | 『経俊卿記』、『公卿補任』、『職事補任』 |
| 平時継         | 正四位下     | 建長4年（1253年）12月9日 - 建長6年（1255年）1月16日                          |              | 蔵人頭                       | 『職事補任』、『公卿補任』 |
| 藤原範氏       |              | ？（建長6年4月在任） - 康元2年（1257年）1月22日                              |              |                              | 『中村直勝氏所蔵文書』、『一代要記』 |
| 吉田宗経       | 従四位下     | 康元2年（1257年）1月22日 - 正元1年（1259年）8月7日                           |              |                              | 『公卿補任』、『経俊卿記』 |
| 源資平         | 正四位下     | 正元1年（1259年）8月7日 - 弘長1年（1261年）2月27日                           | 37           | 蔵人頭                       | 『公卿補任』、『職事補任』 |
| 藤原範房       | 従四位上     | 弘長1年（1261年）4月7日 - 弘長1年（1261年）7月21日                           | 50           |                              | 『公卿補任』 |
| 吉田高経       | 正四位下     | 弘長1年（1261年）7月21日 - 弘長2年（1262年）1月19日                          | 44           |                              | 『公卿補任』 |
| 姉小路師平     | 正四位下     | 弘長2年（1262年）1月19日 - ？                                                |              |                              | 『妙槐記』 |
| 藤原重氏       | 従三位       | 文永2年（1265年）1月30日 - 文永7年（1270年）12月4日                          | 31           |                              | 『公卿補任』 |
| 藤原基長       | 従四位上     | ？（文永8年2月1日在任） - 文永11年（1274年）9月10日                          |              | 東宮学士                     | 『吉続記』、『公卿補任』 |
| 葉室頼親       | 正四位上     | 文永11年（1274年）9月11日 - 建治3年（1277年）2月29日                         | 39           | 参議                         | 『公卿補任』 |
| 藤原経業       | 従三位       | 建治3年（1277年）2月14日 - 弘安8年（1285年）3月6日                           | 52           | 式部大輔・備後権守           | 『公卿補任』、『実躬卿記』、『一代要記』 |
| 冷泉経頼       | 正四位下     | 弘安8年（1285年）3月6日 - 弘安9年（1286年）1月13日                           |              | 右大弁                       | 『公卿補任』、『勘仲記』、『職事補任』 |
| 高階重経       | 正四位下     | 弘安9年（1286年）1月13日 - 正応3年（1290年）9月5日                           |              |                              | 『公卿補任』、『勘仲記』、『実躬卿記』 |
| 姉小路頼基     | 従四位下     | 正応3年（1290年）10月29日 - 正応4年（1291年）4月6日                          | 46           |                              | 『公卿補任』 |
| 冷泉永経       | 正四位下     | 正応4年（1291年）4月6日 - 正応5年（1292年）5月15日                           |              |                              | 『公卿補任』、『実躬卿記』 |
| 堀川顕世       | 正四位上     | 正応5年（1292年）5月15日 - 正応5年（1292年）11月5日                          | 41           | 蔵人頭                       | 『実躬卿記』、『宮寺縁事抄筥崎造営事』、『勘仲記』、『公卿補任』、『白河本東寺文書』                                                                 |
| 坊城顕資       | 正四位下     | 正応6年（1293年）2月18日 - 正応6年（1293年）6月24日                          |              | 蔵人頭・左中将               | 『公卿補任』、『職事補任』 |
| 九条隆博       | 従二位       | 永仁2年（1294年）4月13日 - 永仁4年（1296年）4月13日                          | 51           |                              | 『公卿補任』 |
| 法性寺信平     | 従四位下     | 永仁4年（1296年）4月13日 - 永仁5年（1297年）12月17日                         |              | 左少将                       | 『公卿補任』 |
| 平兼有         | 正四位下     | 永仁5年（1297年）12月17日 - 永仁6年（1298年）11月14日                        |              |                              | 『公卿補任』 |
| 五条季長       | 従四位上     | 永仁6年（1298年）11月14日 - 永仁7年（1299年）3月28日                         | 34           |                              | 『公卿補任』 |
| 五条顕相       |              | ？（正安1年8月3日在任） - ？（正安3年7月3日在任）                            |              |                              | 『伊勢光明寺文書』、『釈尊寺旧記』 |
| 世尊寺経尹     | 従三位       | 正安3年（1301年）12月6日 - 嘉元3年（1305年）1月22日／嘉元4年（1306年）2月5日 | 55           |                              | 『公卿補任』 |
| 坊城顕資       | 正三位       | 嘉元4年（1306年）2月5日 - 徳治2年（1307年）3月2日                            |              | 参議                         | 『公卿補任』、『実躬卿記』 |
| 山井具範       | 正四位下     | 徳治2年（1307年）3月2日 - 徳治3年（1308年）2月7日                            |              |                              | 『公卿補任』 |
| 庭田経賢       | 従三位       | 延慶1年（1308年）12月10日 - 延慶3年（1310年）2月8日                          |              |                              | 『公卿補任』 |
| 吉田国房       | 正四位下     | 延慶3年（1310年）3月9日 - 応長1年（1311年）5月26日                           |              | 左中弁・蔵人頭               | 『公卿補任』 |
| 坊城資栄       | 正四位下     | 応長1年（1311年）5月26日 - 正和1年（1312年）4月10日                          |              | 蔵人頭・右中将               | 『公卿補任』、『花園天皇宸記』 |
| 山井淳範       | 正三位       | 正和1年（1312年）4月10日 - 正和2年（1313年）3月9日                           |              |                              | 『公卿補任』 |
| 高倉経康       | 正四位下     | 正和2年（1313年）3月9日 - 正和2年（1313年）9月6日                            |              |                              | 『公卿補任』、『花園天皇宸記』 |
| 堀川光藤       | 正四位下     | 正和2年（1313年）9月6日 - 正和3年（1314年）9月21日                           |              | 右大弁・蔵人頭               | 『公卿補任』、『花園天皇宸記』、『山城八幡宮文書』、『東南院文書』                                                                                   |
| 中山家親       | 正三位       | 正和3年（1314年）8月11日 - 正和3年（1314年）9月11日                          |              |                              | 『公卿補任』 |
| 四条顕親       | 正四位下     | 正和5年（1316年）9月12日 - ？（文保1年2月5日前止卿）                         |              |                              | 『公卿補任』 |
| 唐橋公時       | 従四位下     | 文保1年（1317年）4月6日 - 文保2年（1318年）2月11日                           |              | 大学頭・讚岐介               | 『公卿補任』 |
| 二条資教       | 正四位下     | 文保2年（1318年）2月11日 - ？（文保2年2月26日在任）                          |              |                              | 『職事補任』 |
| 葉室成隆       | 正四位上     | 文保3年（1319年）3月9日 - 元応1年（1319年）8月25日                           |              |                              | 『公卿補任』、『花園天皇宸記』 |
| 源某           |              | ？（元応2年2月29日在任） - ？（元応2年7月在任）                              |              |                              | 『九条家文書』、『山城禅定寺文書』 |
| 世尊寺有能     | 正四位下     | 元応2年（1320年）9月3日 - 元亨1年（1321年）4月6日                            |              |                              | 『公卿補任』 |
| 五辻行直       | 従四位下     | 元亨1年（1321年）4月6日 - 元亨2年（1322年）2月11日                           |              |                              | 『公卿補任』 |
| 中御門冬定     | 正三位       | 元亨2年（1322年）2月11日 - 元亨4年（1324年）11月11日                         | 42           | 参議・能登権守               | 『公卿補任』 |
| 坊城国資       | 正四位下     | 元亨4年（1324年）11月11日 - 嘉暦2年（1327年）11月10日                        |              | 蔵人頭・左中将               | 『公卿補任』、『元亨遷宮記裏書』、『伊勢神宮文庫文書』                                                                                               |
| 堀川光継       | 正四位下     | 嘉暦2年（1327年）11月10日 - 嘉暦4年（1329年）4月19日                         |              | 権左中弁                     | 『公卿補任』、『職事補任』、『公卿勅使参宮日記』、『山城醍醐寺文書』                                                                                 |
| 三条実治       | 正四位下     | 嘉暦4年（1329年）4月19日 - 元徳1年（1329年）9月26日                          | 38           | 参議・内蔵頭                 | 『公卿補任』 |
| 平範高         | 正四位下     | 元徳1年（1329年）9月26日 - 元徳2年（1330年）4月7日                           | 50           | 蔵人頭・左京権大夫           | 『公卿補任』、『職事補任』 |
| 平宗経         | 正四位下     | 元徳2年（1330年）4月7日 - 元徳2年（1330年）7月20日                           | 37           | 蔵人頭                       | 『公卿補任』 |
| 阿野実廉       | 従三位       | 元徳2年（1330年）7月17日 - ？                                                | 43           |                              | 『公卿補任』 |
| 唐橋公時       | 正四位下     | 元徳2年（1330年）10月21日 - 元弘1年（1331年）10月5日                         |              | 東宮学士・武蔵権介           | 『公卿補任』 |
| 柳原資明       | 従三位       | 元徳3年（1331年）1月5日 - 元徳3年（1331年）5月（日付不詳）                   | 35           | 参議                         | 『公卿補任』 |
| 丹波忠守       | 四位         | 元徳3年（1331年）6月15日 - ？                                                | 62？         | 典薬頭                       | 『玉英記抄』 |
| 平宗経         | 正四位下     | 元弘1年（1331年）11月5日 - 元弘3年（1333年）6月                              | 38           | 参議                         | 『公卿補任』、『花園天皇宸記』 |
| 中御門経季     | 従四位上     | 元弘3年（1333年）9月10日 - 建武1年（1334年）12月7日                          | 35           | 左中弁・蔵人頭               | 『公卿補任』、『職事補任』、『壬生家文書』、『山城大徳寺文書』、『建武記』、『山城善法寺旧蔵八幡古文書』、『羽前立石寺文書』、『紀伊金剛三昧院文書』 |
| 三条実忠       | 正二位       | 建武1年（1334年）12月7日 - 建武3年/延元1年（1336年）5月25日                  | 31           | 権大納言                     | 『公卿補任』、『東寺文書』 |
| 洞院公泰       | 正二位       | 建武3年/延元1年（1336年）5月25日 - 建武3年/延元1年（1336年）11月14日         | 32           | 権大納言                     | 『公卿補任』 |
| 土御門国高     | 従四位上     | 建武5年（1338年）4月27日 - 暦応2年（1339年）1月13日                          |              |                              | 『公卿補任』 |
| 世尊寺行尹     | 従四位上     | 暦応2年（1339年） 1月13日 - 暦応2年（1339年）5月7日                          | 54           |                              | 『公卿補任』、『諸家伝』 |
| 中御門為治     | 正四位下     | 暦応2年（1339年）5月7日 - 暦応3年（1340年）7月19日                           | 25           | 蔵人頭・春宮亮               | 『公卿補任』、『職事補任』、『師守記』 |
| 若江在嗣       | 正四位下     | 暦応3年（1340年）7月19日 - 暦応4年（1341年）12月22日                         | 35           | 文章博士                     | 『公卿補任』 |
| 五条康長       | 従四位上     | 暦応4年（1341年）12月22日 - 康永1年（1342年）9月7日                          |              |                              | 『公卿補任』 |
| 姉小路高基     | 正四位下     | 康永1年（1342年） 9月7日 - 康永1年（1342年）12月21日                         | 45           |                              | 『公卿補任』 |
| 冷泉定親       | 正四位下     | 康永1年（1342年）12月21日 - 康永2年（1343年）8月13日                         | 32           | 蔵人頭・左大弁・造東大寺長官 | 『公卿補任』、『職事補任』 |
| 高階仲直       |              | 康永3年（1344年）12月26日在任                                                |              |                              | 『師守記』 |
| 冷泉経隆       | 正四位下     | 貞和1年（1345年）11月14日 - 貞和3年（1347年）12月27日                        | 37           | 蔵人頭・右宮城使             | 『公卿補任』、『職事補任』、『師守記』 |
| 安居院行兼     | 正四位下     | 貞和3年（1347年）12月27日 - 貞和4年（1348年）12月24日                        | 32           | 蔵人頭                       | 『公卿補任』、『職事補任』、『園太暦』、『師守記』、『石清水八幡宮文書』                                                                             |
| 日野雅光       | 従四位上     | 貞和4年（1348年）12月24日 - ？                                               |              |                              | 『公卿補任』、『園太暦』 |
| 和気仲成       | 正四位上     | 観応1年（1350年）4月19日 - 観応2年（1351年）6月22日                          |              | 典薬頭                       | 『公卿補任』、『尊卑分脈』、『和気氏系図』、『祇園執行日記』                                                                                         |
| 土御門高嗣     | 従四位上     | 観応2年（1351年）6月22日 - ？（文和3年1月9日在任）                           |              | 東宮学士・右兵衛権佐         | 『公卿補任』、『園太暦』、『菅儒侍読年譜』 |
| 世尊寺行忠     |              | 延文1年（1356年）11月28日在任                                                |              |                              | 『康富記』 |
| 柘植惟清       | 正四位下     | 延文3年（1358年）8月12日 - ？                                                | 41           |                              | 『公卿補任』、『園太暦』、『後深心院関白記』 |
| 西洞院行時     | 正四位下     | 延文6年（1361年） 3月27日 - 康安2年（1362年）5月7日                          | 38           | 蔵人頭・左中弁・右宮城使     | 『弁官補任』、『職事補任』、『後深心院関白記』、『後愚昧記』、『永和一品御記』、『公卿補任』                                                         |
| 坊門信兼       | 従四位上     | 貞治2年（1363年）4月20日 - 貞治4年（1365年）8月13日                          |              | 蔵人頭・左中弁               | 『公卿補任』、『職事補任』、『後深心院関白記』、『後愚昧記』、『師守記』                                                                             |
| 安居院行知     | 正四位下     | ？（貞治6年3月17日以降） - 貞治6年（1367年）4月13日                          |              | 蔵人頭・左京大夫             | 『後愚昧記』、『職事補任』 |
| 五条為綱       |              | 貞治6年（1367年）4月13日 - ？（永和1年3月18日在任）                          |              |                              | 『後深心院関白記』、『後愚昧記』、『師守記』、『筑前太宰府天満宮文書』                                                                               |
| 世尊寺伊能     | 正四位下     | ？（永和1年8月3日在任） - ？（永和1年11月23日在任）                          |              |                              | 『仲光卿大祀御教書案』、『永和一品御記』、『永和大嘗会記』                                                                                           |
| 西洞院時盛     | 正四位下     | ？ - 永和4年（1378年）8月11日                                                |              |                              | 『後深心院関白記』、『西洞院家譜』、『諸家伝』 |
| 八条為敦       | 正四位下     | 永和4年（1378年）4月17日 - ？                                                | 34           |                              | 『後愚昧記』、『尊卑分脈』 |
| 中山親雅       | 正四位上     | 康暦1年（1379年） 12月7日 - 康暦2年（1380年） 12月14日                       | 27           | 蔵人頭・左中将               | 『公卿補任』、『職事補任』、『後深心院関白記』、『迎陽記』、『諸家伝』                                                                               |
| 高倉永季       | 従三位       | 永徳1年（1381年） 12月24日 - 永徳4年（1384年） 3月23日                       | 44           |                              | 『公卿補任』、『諸家伝』 |
| 世尊寺行俊     | 正四位下     | 応永2年（1395年）1月29日 - 応永2年（1395年）12月30日                         |              |                              | 『実冬公記』、『荒暦』 |
| 五条長敏       |              | 応永2年（1395年）12月30日 - ？                                               | 51           |                              | 『荒暦』、『菅原氏系図』 |
| 春日仲興       | 正四位下     | 応永5年（1398年）3月24日 - ？                                                |              |                              | 『柳原家記録』、『吉田家日次記』、『尊卑分脈』 |
| 和気邦成       | 従四位上     | 応永9年（1402年）3月28日 - ？                                                |              | 典薬頭                       | 『吉田家日次記』、『和気氏系図』 |
| 賀茂在方       |              | 応永11年（1404年）6月19日在任                                                |              | 陰陽頭                       | 『菊大路文書』 |
| 丹波定康       | 正四位下     | 応永13年（1406年）3月24日 - 応永16年（1409年）7月23日                        |              | 典薬頭・左京大夫             | 『除書部類』、『教言卿記』、『後法興院政家記』、『荒暦』                                                                                             |
| 高倉永俊       |              | 応永16年（1409年）7月23日 - 応永24年（1417年）3月26日                        |              |                              | 『荒暦』、『後法興院政家記』、『公卿補任』、『山科家礼記』                                                                                           |
| 土御門泰家     | 従三位       | 応永24年（1417年）3月26日 - 応永24年（1417年）7月16日                        |              |                              | 『公卿補任』、『除書部類』、『看聞日記』 |
| 賀茂在方       |              | 応永25年（1418年）3月24日 - 応永31年（1424年）                               |              | 暦博士・文章頭               | 『除書部類』、『康富記』、『公卿補任』、『師郷記』、『兼宣公記』、『看聞日記』                                                                       |
| 世尊寺行豊     | 正四位下     | ？（正長1年7月12日在任） - ？（正長2年4月26日在任）                          |              |                              | 『薩戒記』、『椿葉記』、『看聞日記』、『師郷記』 |
| 和気郷成       |              | 永享1年（1429年）10月17日在任                                                |              | 典薬頭                       | 『薩戒記』 |
| 鷲尾隆遠       | 従四位下     | 永享4年（1432年）7月25日見 - （永享4年8月2日在任）                           | 25           | 左中将                       | 『諸家伝』、『薩戒記』、『看聞日記』 |
| 和気郷成       | 正四位上     | 永享5年（1433年）5月5日在任                                                  | 23           | 典薬頭                       | 『薩戒記』 |
| 勘解由小路在貞 | 従四位上     | 永享8年（1436年）3月15日 - 永享10年（1438年）2月3日                          |              | 陰陽頭                       | 『薩戒記』、『看聞日記』 |
| 冷泉永基       | 正四位下     | 永享10年（1438年）2月3日 - ？（永享10年3月30日以前）                         | 62           |                              | 『薩戒记』、『看聞日記』、『諸家伝』 |
| 鷲尾隆遠       | 正四位下     | 永享10年（1438年）3月30日在任                                                | 31           | 左中将                       | 『諸家伝』、『職事補任』 |
| 冷泉永基       | 正四位下     | ？（永享11年6月2日在任） - ？（永享12年3月9日在任）                          | 64           |                              | 『建内記』 |
| 春日仲方       | 従四位上     | 嘉吉2年（1442年）7月3日 - ？                                                 |              | 権弁                         | 『康富記』 |
| 錦小路頼豊     |              | 文安2年（1445年）3月23日 - ？                                                |              |                              | 『県召除書部類』 |
| 西洞院時兼     |              | ？（文安3年1月2日在任） - ？（文安4年1月28日在任）                           |              |                              | 『建内記』、『師郷記』 |
| 薄以盛         | 正四位下     | 宝徳3年（1451年）3月26日 - ？（宝徳3年11月25日以前）                         |              | 修理大夫                     | 『康富記』 |
| 錦小路篤忠     |              | 宝徳3年（1451年）11月25日在任                                                |              |                              | 『康富記』 |
| 冷泉永親       |              | 宝徳4年（1452年）3月23日 - ？                                                |              |                              | 『県召除書部類』 |
| 竹屋冬俊       | 従三位       | 康正2年（1456年）1月30日 - ？                                                |              |                              | 『公卿補任』 |
| 薄以盛         | 正三位       | 寛正5年（1464年）5月在任                                                     |              |                              | 『経覚私要鈔』 |
| 藤原永秀       |              | 文正1年（1466年）3月29日 - ？                                                |              |                              | 『県召除書部類』、『後法興院政家記』 |
| 西洞院時顕     | 従四位上     | 応仁1年（1467年）3月11日在任                                                 |              |                              | 『諸家伝』、『宗賢卿記』 |
| 船橋宗賢       | 正四位下     | ？（文明2年12月26日在任） - 文明3年（1471年）4月19日                         |              |                              | 『諸家伝』、『親長卿記』、『宗賢卿記』 |
| 鷲尾隆憲       |              | ？（文明6年1月16日在任） - ？（文明8年10月22日在任）                         |              |                              | 『言国卿記』 |
| 錦小路頼秀     | 従四位下     | ？（文明9年6月10日在任） - 長享2年（1488年）9月2日                           |              |                              | 『兼顕卿記』、『実隆公記』、『親長卿記』、『歴名土代』                                                                                               |
| 北小路俊宣     | 従四位下     | 長享2年（1488年）9月2日 - ？（延徳3年1月16日在任）                           |              |                              | 『後法興院政家記』 |
| 富小路俊通     |              | ？（文亀1年11月 - 12月在任）                                                 |              |                              | 『九条家歴世記録』、『諸家伝』 |
| 錦小路親康     |              | 永正5年（1508年）7月6日在任                                                  |              |                              | 『後法成寺尚通公記』 |
| 鴨光将         | 従三位       | 永正7年（1510年）5月1日 - ？                                                 |              |                              | 『元長卿記』、『鴨県主家伝』 |
| 北小路俊泰     | 従四位上     | 永正12年（1515年）2月11日 - 永正18年（1521年）3月26日                        | 53           | 大膳大夫                     | 『守光公記』、『公卿補任』、『歴名土代』 |
| 勘解由小路在富 | 従四位上     | 大永2年（1522年）1月25日 - 天文6年（1537年）1月30日                          | 33           | 陰陽頭・丹波介               | 『公卿補任』、『言継卿記』、『続史愚抄』 |
| 薄以緒         | 従四位下     | 天文9年（1540年）10月8日 - 天文24年（1555年） 5月28日                        | 47           | 左衛門佐                     | 『公卿補任』、『言継卿記』、『諸家伝』 |
| 船橋枝賢       | 正四位下     | 永禄6年（1563年）7月28日 - ？（天正8年2月5日在任）                           | 44           | 少納言・侍従                 | 『公卿補任』、『諸家伝』、『兼見卿記』 |
| 賀茂通久       |              | 元和5年（1619年）1月12日 - ？                                                |              | 兵部大輔                     | 『兼賢公符案竝御教書』 |
| 竹屋光長       | 正四位下     | 寛永6年（1629年）3月5日 - 寛永20年（1643年）1月11日                          | 34           |                              | 『諸家伝』 |
| 池尻共孝       | 従三位       | 慶安2年（1649年）1月27日 - 万治3年（1660年）12月25日                         | 37           |                              | 『公卿補任』、『諸家伝』、『後水尾天皇実録』 |
| 高野保春       | 従三位       | 天和3年（1683年）12月29日 - 元禄5年（1692年）12月29日                        | 34           | 修理権大夫                   | 『公卿補任』、『諸家伝』、『和哥記』、『資茂卿集』                                                                                                   |
| 石井行豊       | 従三位       | 元禄6年（1693年）11月18日 - 元禄14年（1701年）12月26日                       | 41           |                              | 『公卿補任』、『諸家伝』、『基熙公記』、『基量卿記』                                                                                                 |
| 交野時香       | 従三位       | 元禄16年（1703年）8月20日 - 宝永8年（1711年）2月2日                          | 40           |                              | 『公卿補任』、『諸家伝』、『基熙公記』 |
| 高野保光       | 従三位       | 正徳1年（1711年）10月3日 - 享保5年（1720年）12月28日                         | 38           |                              | 『公卿補任』、『諸家伝』 |
| 池尻共条       | 従三位       | 享保7年（1722年）2月16日 - 享保12年（1727年）7月19日                         | 36           |                              | 『公卿補任』、『諸家伝』 |
| 植松雅孝       | 正三位       | 享保13年（1728年）2月1日 - 享保15年（1730年）9月24日                         | 42           |                              | 『公卿補任』、『諸家伝』 |
| 五辻広仲       | 正三位       | 享保15年（1730年）12月26日 - 延享4年（1747年）2月1日                         | 44           |                              | 『公卿補任』、『諸家伝』、『稙房卿記』 |
| 樋口基康       | 正三位       | 延享4年（1747年）4月14日 - 宝暦10年（1760年）1月8日                          | 42           |                              | 『公卿補任』、『諸家伝』、『玉明記』、『八槐記』、『外記家臣記』、『広橋兼胤公武御用日記』、『稙房卿記』、『政房卿記』、『祐良記』                   |
| 池尻栄房       | 正三位       | 宝暦10年（1760年）1月29日 - 宝暦12年（1762年）9月28日                        | 39           |                              | 『公卿補任』、『諸家伝』 |
| 萩原兼領       | 正三位       | 宝暦12年（1762年）10月25日 - 明和5年（1768年）1月9日                         | 45           |                              | 『公卿補任』、『諸家伝』 |
| 岡崎国栄       | 従三位       | 明和5年（1768年）1月9日 - 安永1年（1772年）12月6日                           | 43           |                              | 『公卿補任』、『諸家伝』 |
| 三室戸光村     | 従三位       | 安永1年（1772年）12月7日 - 安永4年（1775年）閏12月2日                        | 34           |                              | 『公卿補任』、『諸家伝』 |
| 水無瀬忠成     | 正三位       | 安永4年（1775年）閏12月2日 - 天明7年（1787年）5月26日                        | 40           |                              | 『公卿補任』、『諸家伝』 |
| 綾小路俊資     | 正三位       | 天明7年（1787年）5月26日 - 寛政12年（1800年）6月15日                         | 30           |                              | 『公卿補任』、『諸家伝』、『忠良公記』、『実種公記』                                                                                                 |
| 三室戸能光     | 従三位       | 寛政12年（1800年）7月1日 - 文政7年（1824年）6月4日                           | 32           |                              | 『公卿補任』、『諸家伝』 |
| 梅小路定肖     | 正三位       | 文政7年（1824年）6月4日 - 天保6年（1835年）12月16日                          | 48           |                              | 『公卿補任』、『諸家伝』、『隆光卿記』 |
| 石井行遠       | 正三位       | 弘化2年（1845年）1月18日 - 安政5年（1858年）9月4日                           | 45           |                              | 『公卿補任』、『諸家伝』、『武家書翰往来』 |
| 交野時晃       | 従三位       | 安政5年（1858年）10月7日 - 文久1年（1861年）8月10日                          | 41           |                              | 『公卿補任』、『諸家伝』、『武家書翰往来』 |
| 池尻胤房       | 従三位       | 文久1年（1861年）9月17日 - 明治2年（1869年）7月8日                           | 32           |                              | 『公卿補任』、『諸家伝』、『職員令』、『五辻安仲手記』                                                                                               |

宮内卿に任官した御三卿当主
- 徳川重好
- 徳川斉彊